# 9 Warmiński Pułk Rozpoznawczy
9 Warmiński Pułk Rozpoznawczy im. płk Zygmunta Szendzielarza ps. „Łupaszka” (9 pr) – oddział rozpoznawczy Wojsk Lądowych Sił Zbrojnych RP (JW 2039).

## Formowanie i zmiany organizacyjne
Na podstawie Zarządzenia Szefa Sztabu Generalnego WP nr 051/Org. z dnia 12 maja 1966 został utworzony 9 pułk rozpoznania radiowego z miejscem postoju w Białej Podlaskiej według etatu nr 14/190. Zarządzeniem Szefa Sztabu Generalnego WP nr 0163/Org. z dnia 20 grudnia 1966 pułk przekazano w podporządkowanie Dowódcy Warszawskiego Okręgu Wojskowego jako jednostkę grupy II. W 1969 jednostka otrzymała numer etatu 35/008, w 1971 Zarządzeniem Szefa Sztabu Generalnego WP nr 08/Org. z dnia 19 lutego 1971 roku pułk przeformowano na etat nr 35/016. W 1976 na mocy Zarządzenia szefa Sztabu Generalnego WP nr 042/Org. z dnia 8 lipca 1976 roku rozformowano w terminie do 15 października 1976 9 pułk rozpoznania radiowego w Białej Podlaskiej i w terminie do 15 października 1976 przemianowano istniejący w Skierniewicach 7 pułk radioelektroniczny WSW na 9 pułk rozpoznania radiowego oraz przejęto numer jednostki wojskowej z nowym etatem nr 35/032 z podporządkowaniem pułku pod Dowódcę Warszawskiego Okręgu Wojskowego, jako jednostkę grupy I. W czerwcu 1995 na podstawie zarządzenia szefa sztabu WOW nr 027/Org z dn. 15 grudnia 1994 pułk z garnizonu Skierniewice został przeniesiony do Lidzbarka Warmińskiego jako 9 pułk radioelektroniczny, 1 grudnia 1995 przyjął nazwę 9 Warmiński pułk radioelektroniczny będąc podporządkowany pod Warszawski Okręg Wojskowy, od 2001 do 2002 pod Dowództwo Wojsk Lądowych. W maju 2001 rozpoczęło się przeformowanie jednostki trwające do roku 2003 i na jego bazie sformowano 10 kwietnia 2003 9 Warmiński pułk rozpoznawczy. Jednostka do marca 2004 była podporządkowana pod 1 Korpus Zmechanizowany, a następnie pod Dowództwo Wojsk Lądowych. Od 1 stycznia 2014 9 Warmiński pułk rozpoznawczy podlega bezpośrednio pod Dowództwo Generalne Rodzajów Sił Zbrojnych. 

## Tradycje

### Dziedzictwo Tradycji
Decyzją Ministra Obrony Narodowej Nr 72/MON z dnia 13 marca 2015 r. 9 pułk rozpoznawczy przyjął 20 czerwca 2015 imię płk. Zygmunta Szendzielarza ps. „Łupaszka” oraz przejął chlubne tradycje kawaleryjskie i pododdziałów rozpoznawczych:
- 4 pułku Ułanów Zaniemeńskich (1918–1939)
- 2 Wileńskiego dywizjonu rozpoznawczego (1940)
- 14 Szkolnego Batalionu Rozpoznawczego (1967–1991)
- 3 Mazurskiego batalionu rozpoznawczego (1993–2011)

Minister Obrony Narodowej decyzją Nr 328/MON z dnia 02.12.2016 r., zmienił poprzednią decyzję Nr 72/MON i dodał przejęcie dziedzictwa tradycji 5 Wileńskiej Brygady Armii Krajowej.

### Kontynuacja Tradycji
- 9 Pułku Rozpoznania Radiowego (1966–1995)
- 9 Warmińskiego Pułku Radioelektronicznego (1995–2003)[4]

Doroczne święto pułk obchodzi 12 maja

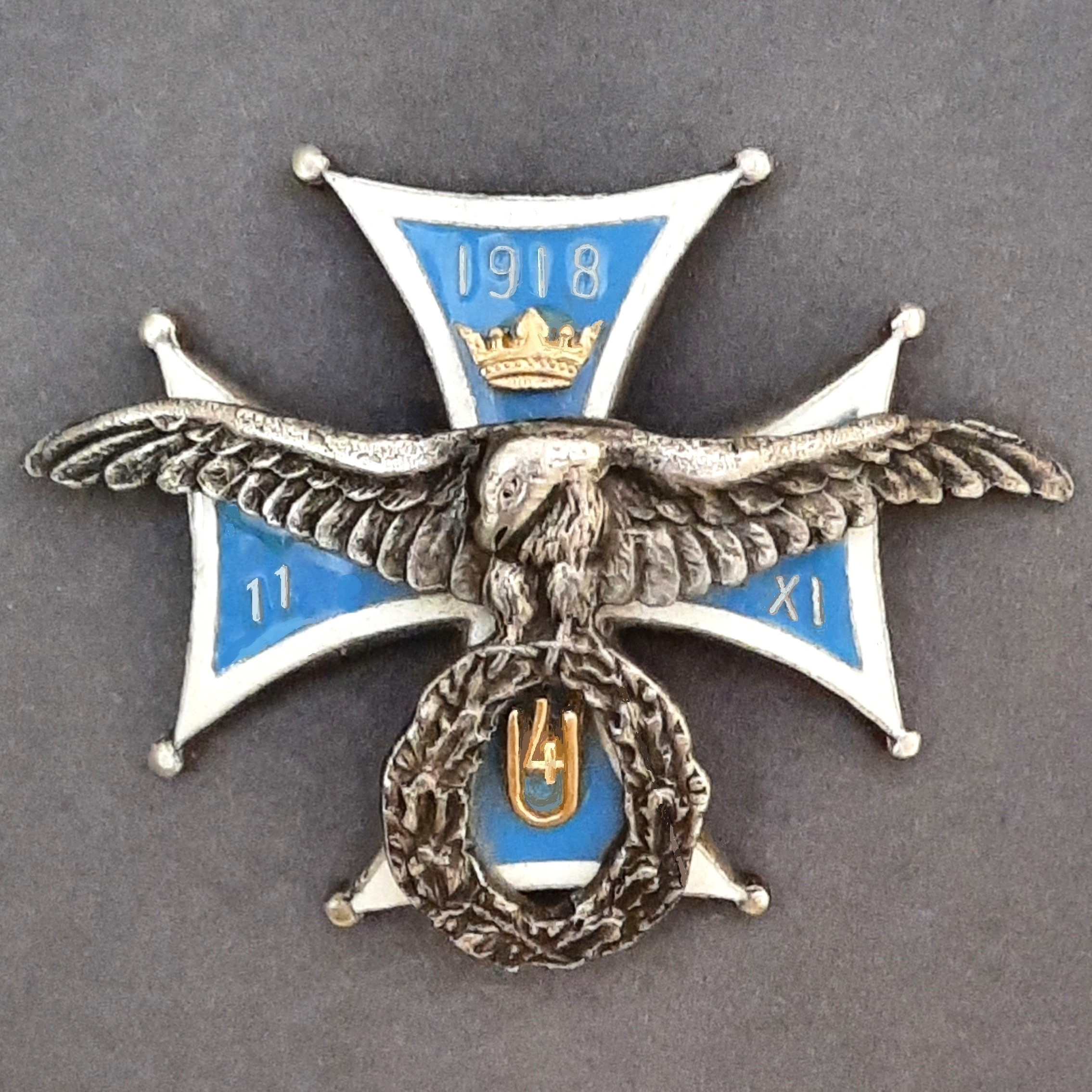
4 Pułk Ułanów Zaniemeńskich
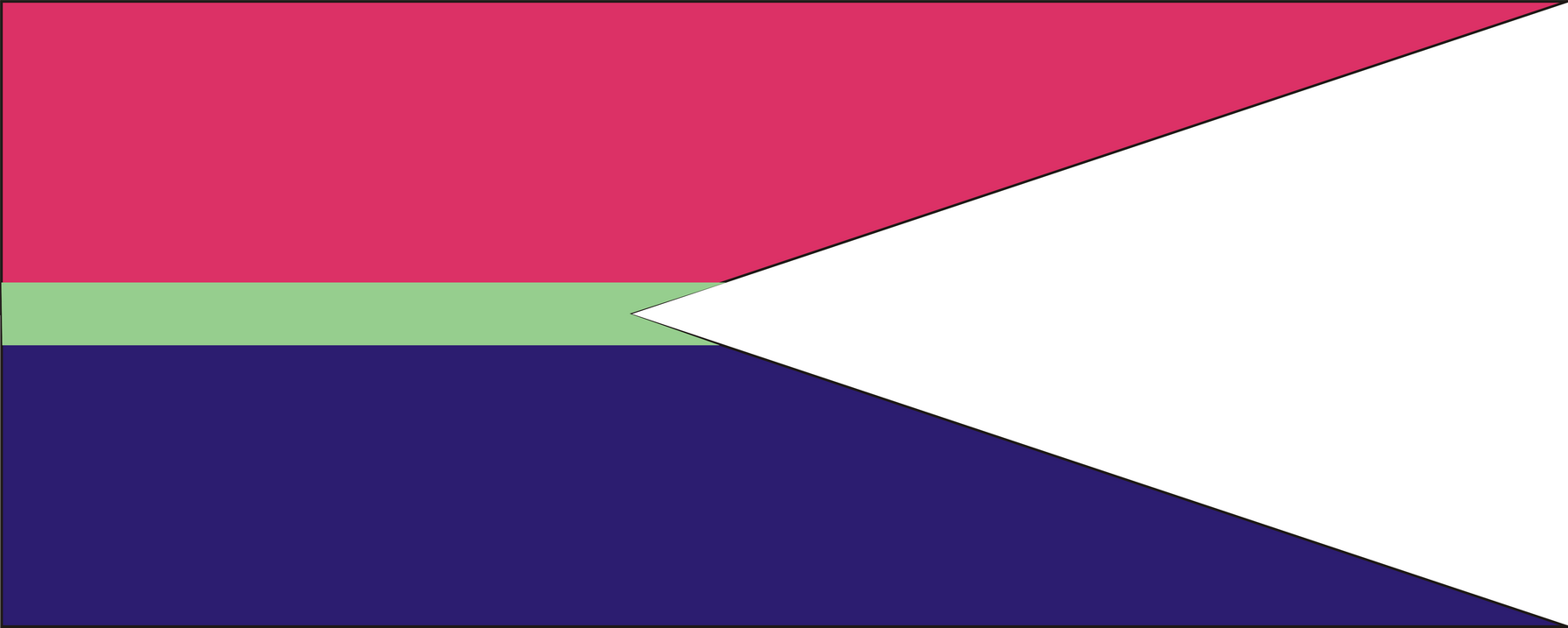
2 Wileński Dywizjon Rozpoznawczy
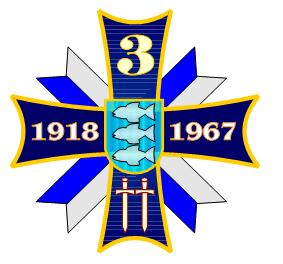
3 Batalion Rozpoznawczy
5 Wileńska Brygada Armii Krajowej
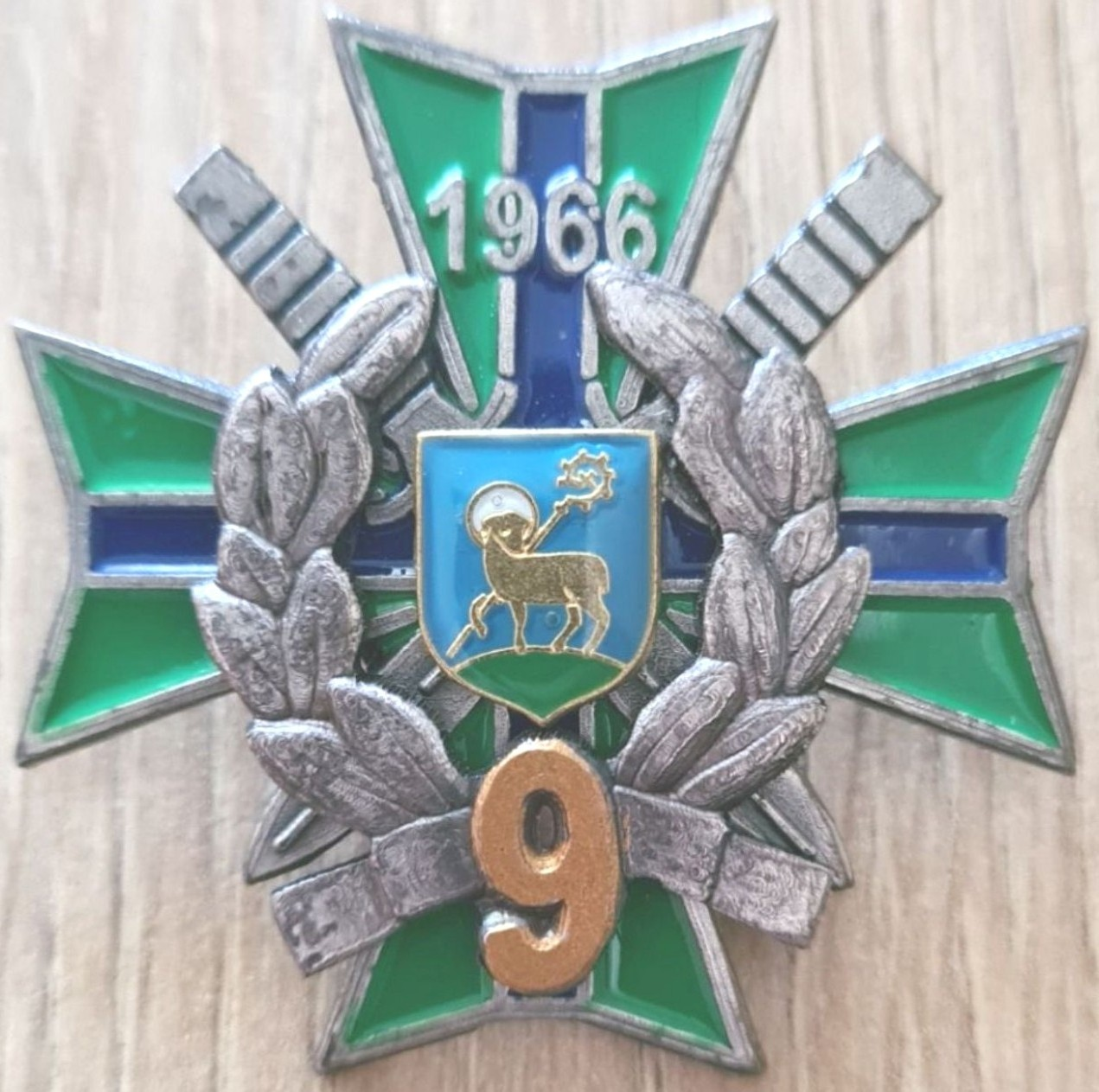
9 Warmiński pułk rozpoznawczy

## Symbole pułku
Nazwa wyróżniająca 
20 marca 1996 Minister Obrony Narodowej nadał 9 pułkowi radioelektronicznemu nazwę wyróżniającą „Warmiński” oraz polecił doroczne święto pułku obchodzić w dniu 12 maja. 
 Sztandar 

Na zdjęciu strona prawa sztandaru 4 BKPanc. Sztandar 9 pr ma numer – 9

7 września 1996 rodzice chrzestni reprezentujący społeczeństwo ziemi lidzbarskiej wręczyli nowy sztandar przedstawicielowi prezydenta RP Aleksandra Kwaśniewskiego gen. dyw. Tadeuszowi Jauerowi, który z kolei przekazał sztandar dowódcy 9 pułku radioelektronicznego dla ppłka dypl. Wiesława Wojtalaka, a ten dla pocztu sztandarowego. Sztandar został poświęcony przez dziekana WOW ks. płka Leszka Kołonieckiego.
Płat sztandaru to biała tkanina w kształcie kwadratu o wymiarach 75×75 cm, po obu stronach znajduje się krzyż kawalerski wykonany z tkaniny czerwonej. Jeden bok sztandaru wszyty jest w białą skórę. Boki sztandaru obszyte złotą frędzlą. Na głównej stronie płata, pośrodku krzyża kawalerskiego, znajdują się dwie gałązki wawrzynu, haftowane złotym szychem. Pośrodku wieńca umieszczony wizerunek orła białego z głową zwróconą do drzewca. 
W rogach płata, w polach wieńców wawrzynu cyfra 9 – numer pułku. 
Na stronie odwrotnej płata, pośrodku krzyża kawalerskiego, znajduje się napis „BÓG HONOR OJCZYZNA” w wieńcu z wawrzynu. W rogach płata umieszczone są wieńce wawrzynu, a w ich polach widnieje:
- wizerunek odznaki 9 pr
- napis z datą 1966
- herb Lidzbarka Warmińskiego

 Odznaka, oznaka 
14 lutego 2003 wprowadzono pamiątkową odznakę i oznakę. Odznaka to grafika krzyża maltańskiego o płasko zakończonych wcięciach ramion ze srebrnym ich obramowaniem w kolorze zielonym, granatowym, zielonym. Przez krzyż przechodzą dwa skrzyżowane noże szturmowe symbolizujące jeden z elementów uzbrojenia pododdziałów rozpoznawczych. Na krzyż nałożono srebrzysty wieniec laurowy, w środku którego umieszczono herb miasta Lidzbarka Warmińskiego. Pod tarczą herbową widnieje złota cyfra „9” oznaczająca numer pułku. Na górnym ramieniu krzyża umieszczono datę „1966” w kolorze złotym, jest to rok powstania pułku.

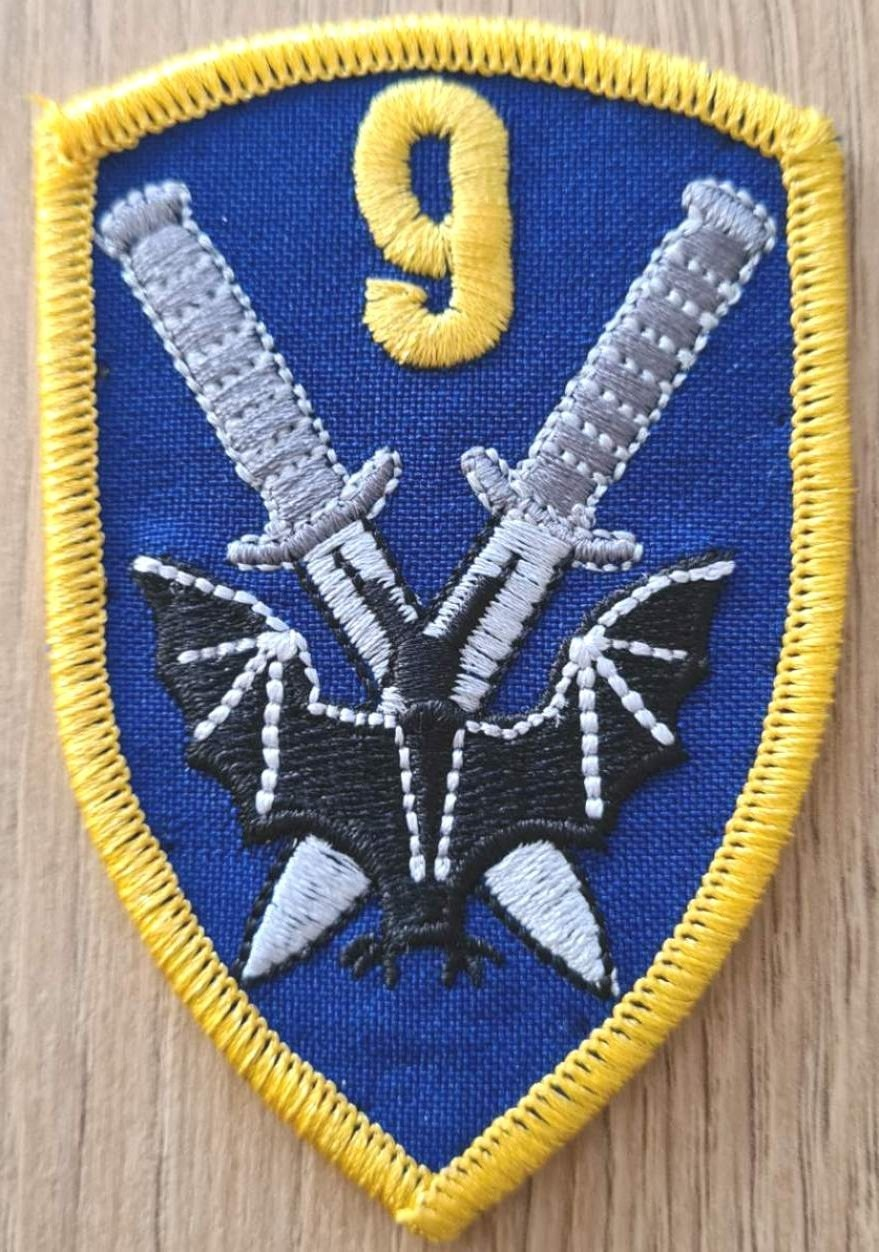
Oznaka rozpoznawcza na mundur wyjściowy
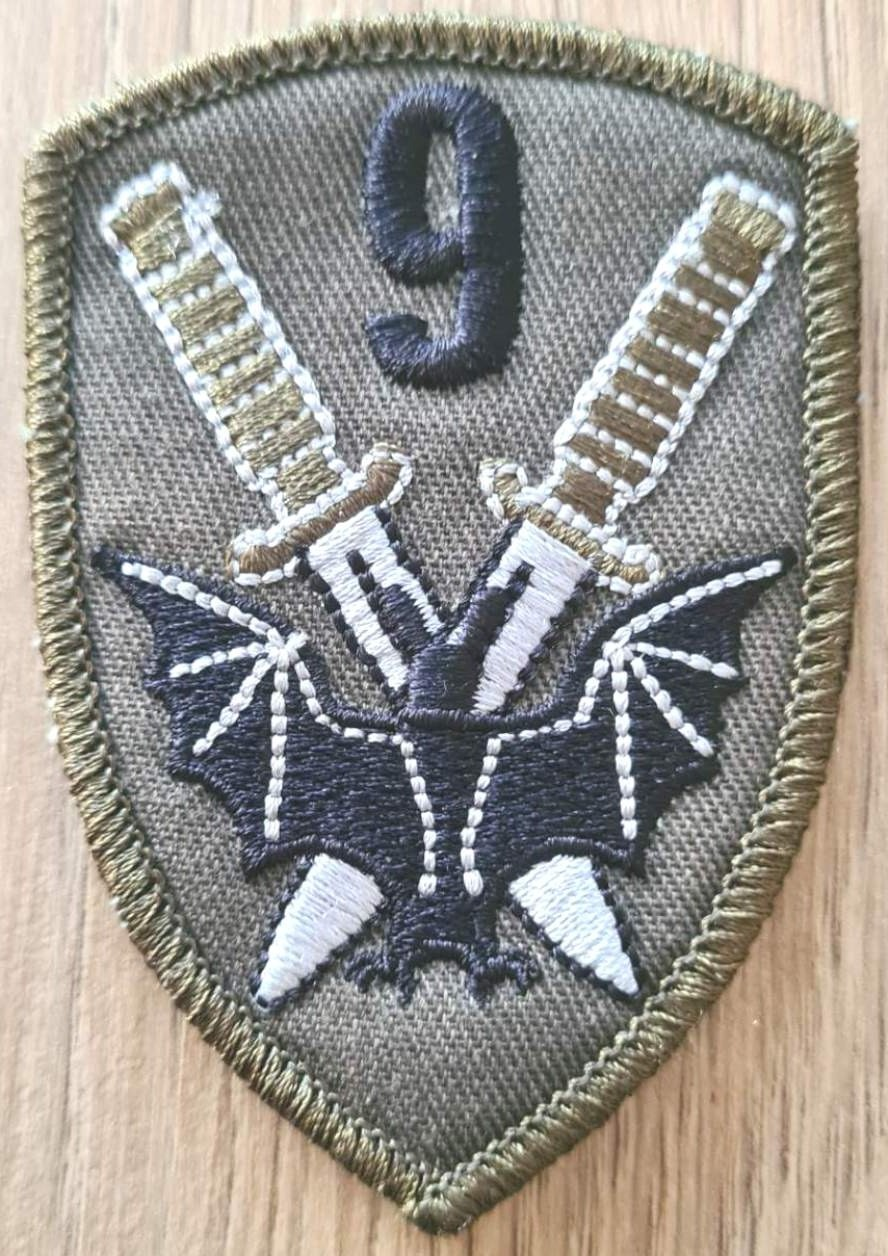
Oznaka rozpoznawcza na mundur polowy
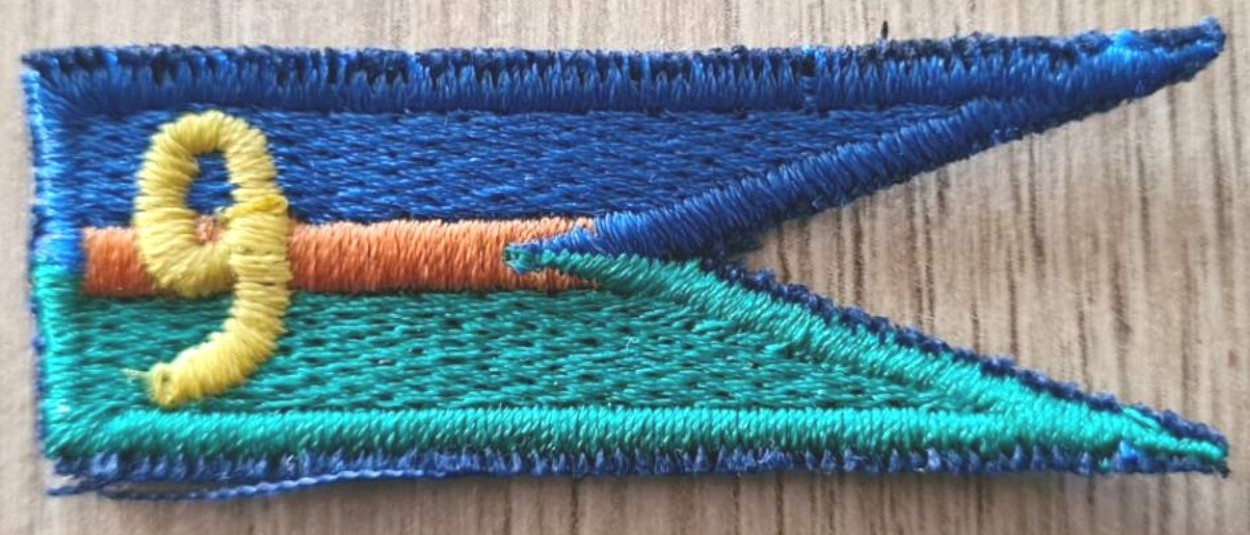
Proporczyk na beret na mundur polowy
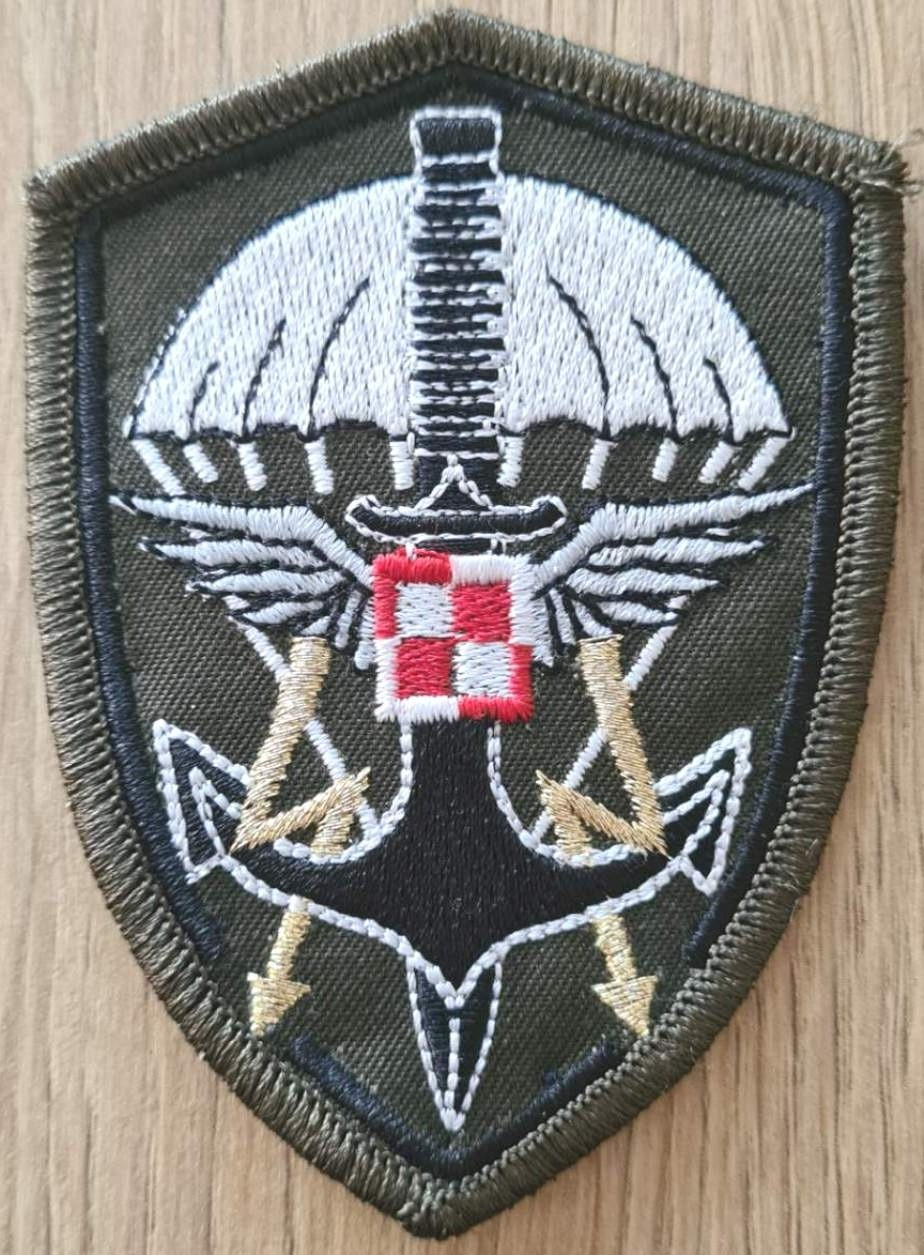
Oznaka wojsk rozpoznania
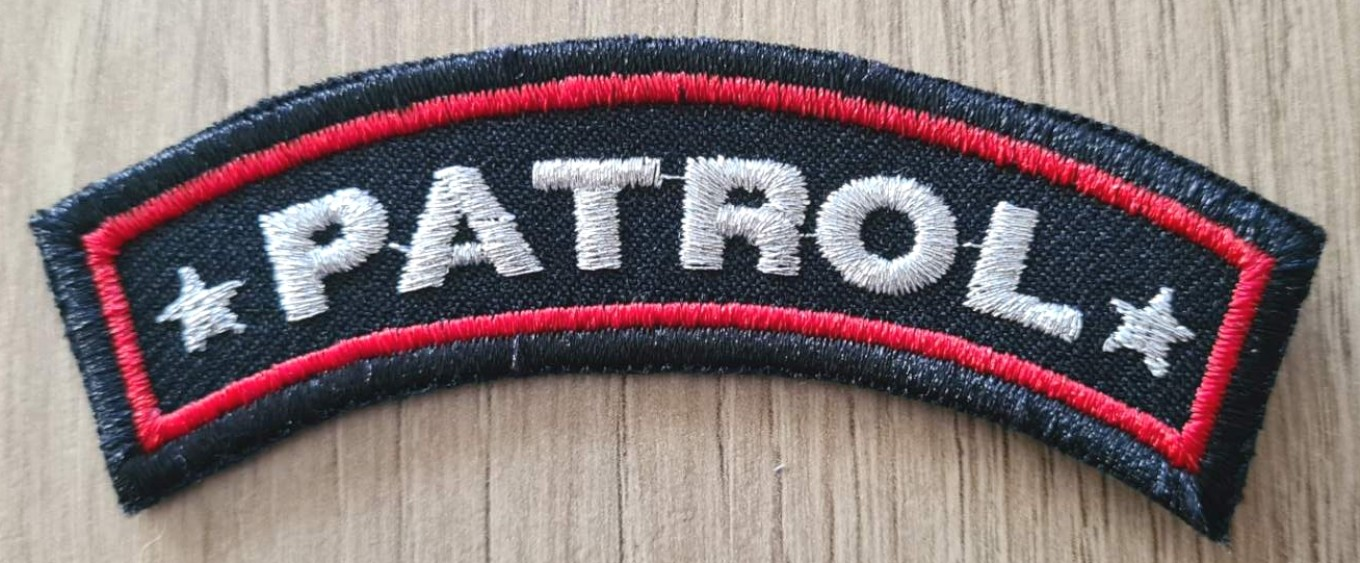
Oznaka „Patrol” – wojska rozpoznania[c]
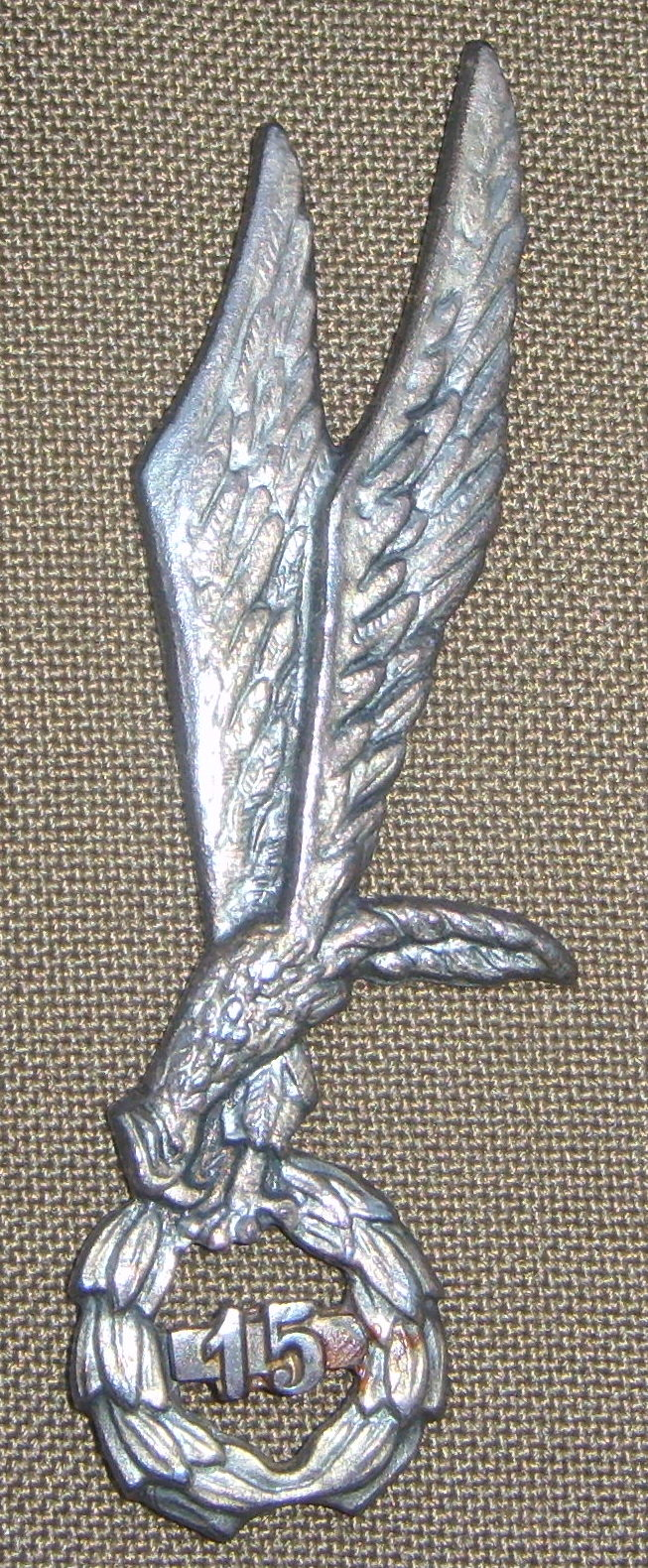
Odznaka skoczka spadochronowego

 Okolicznościowe pamiątki pułku 
22 kwietnia 2016 z okazji jubileuszu 50-lecia powstania 9 Warmińskiego pułku rozpoznawczego wydano okolicznościowe coiny i ryngrafy pamiątkowe.

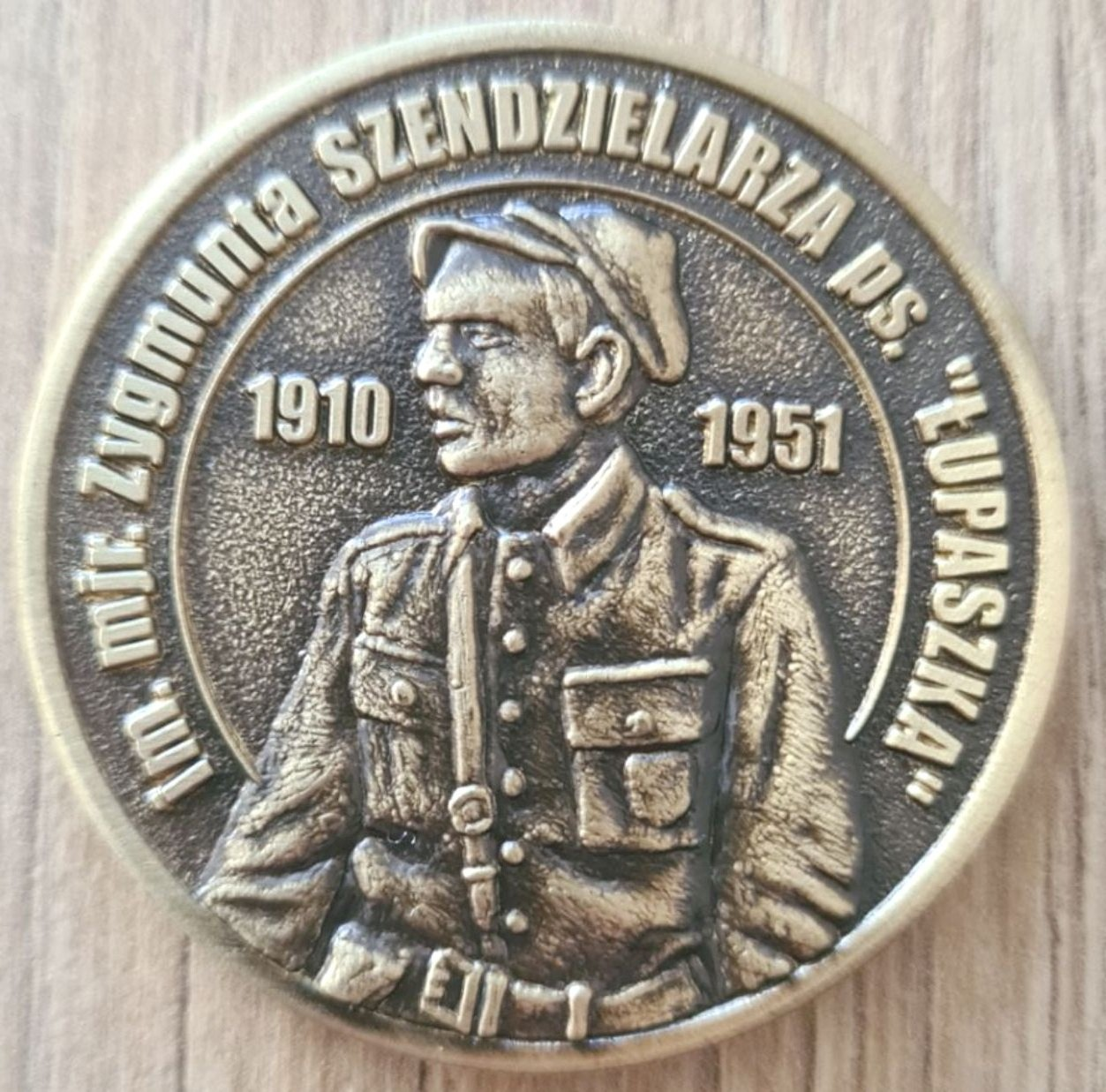
Awers Coin pamiątkowy 9 pułk rozpoznawczy
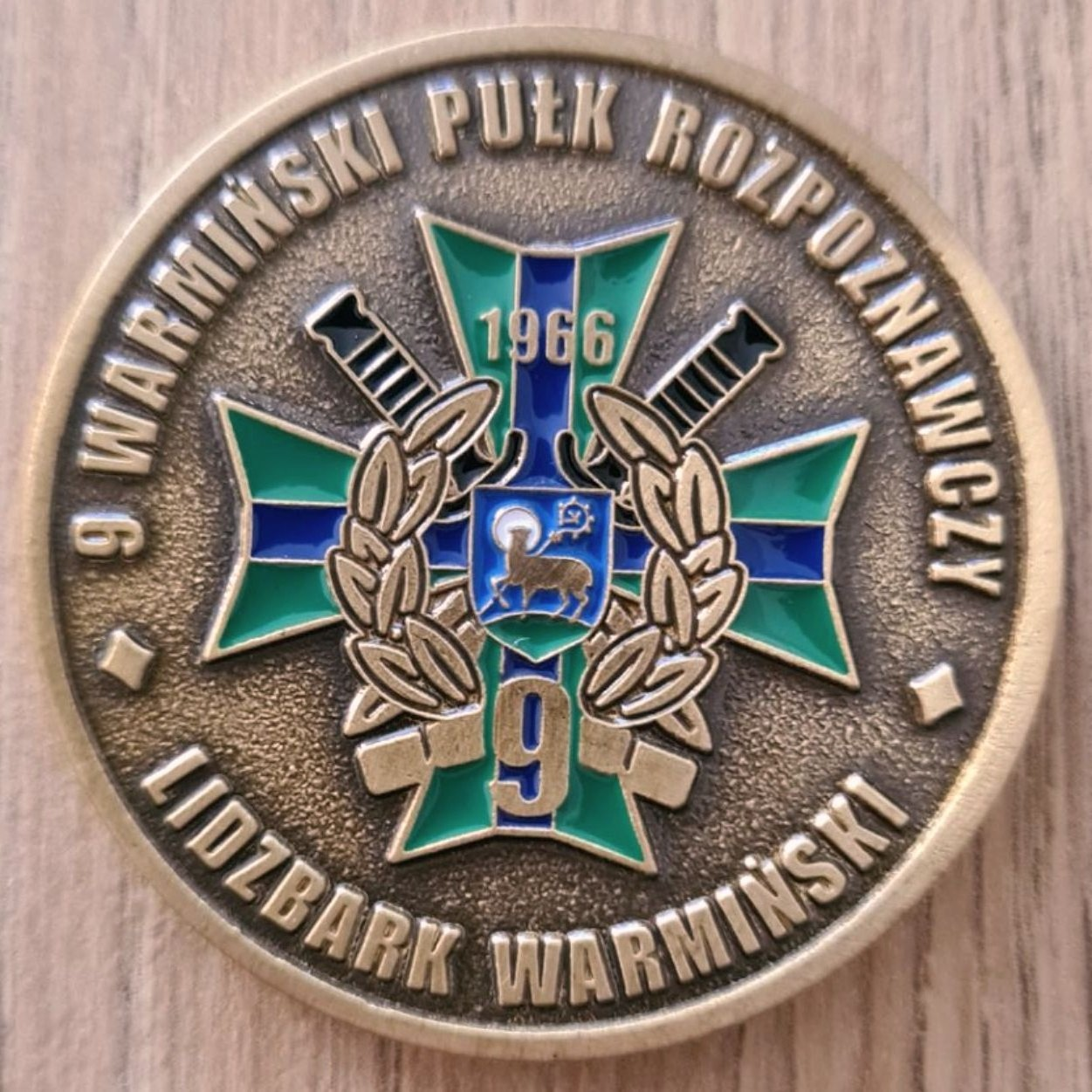
Rewers Coin pamiątkowy 9 pułk rozpoznawczy
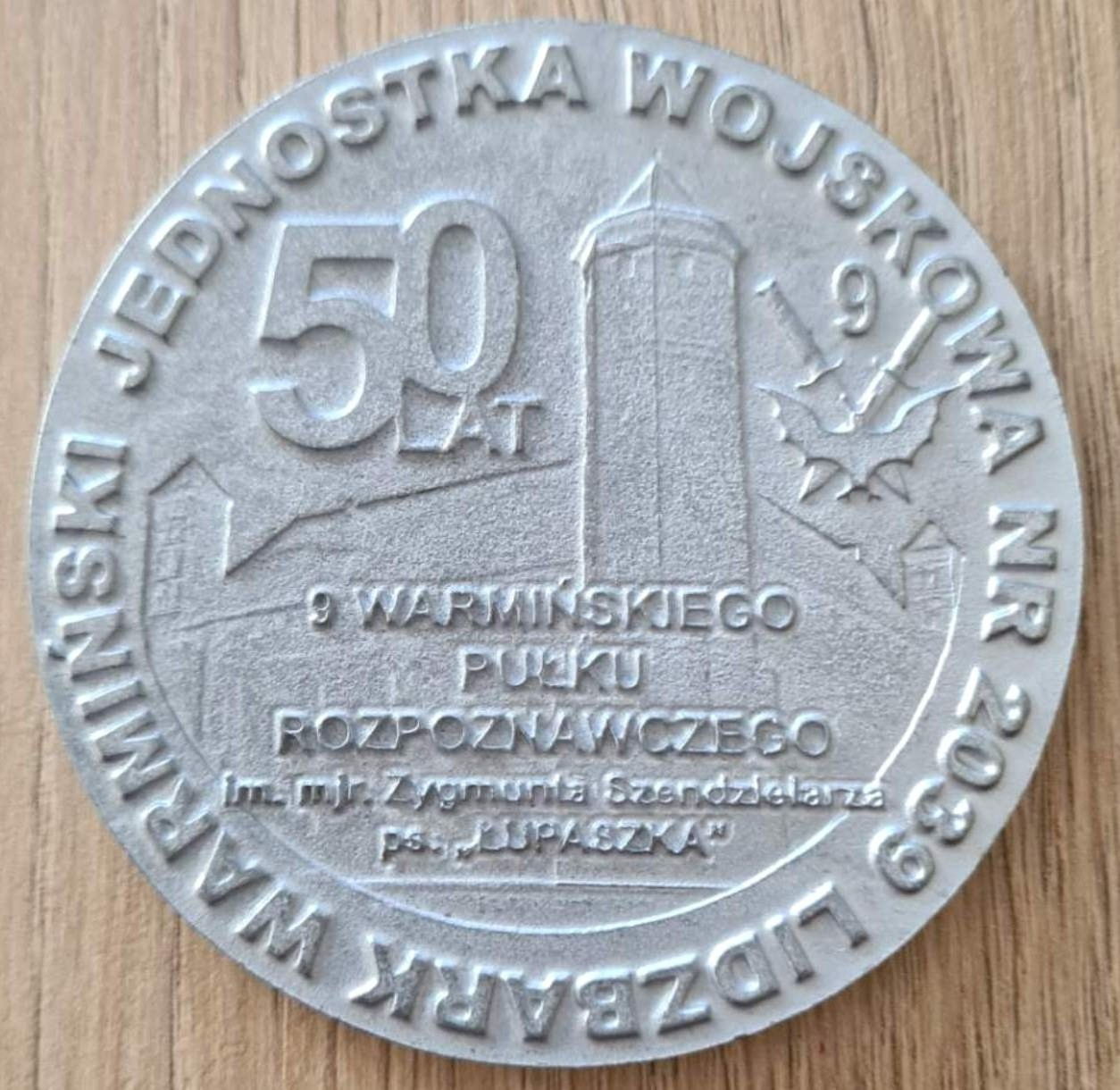
Awers Coin pamiątkowy 50 lat powstania 9 pr
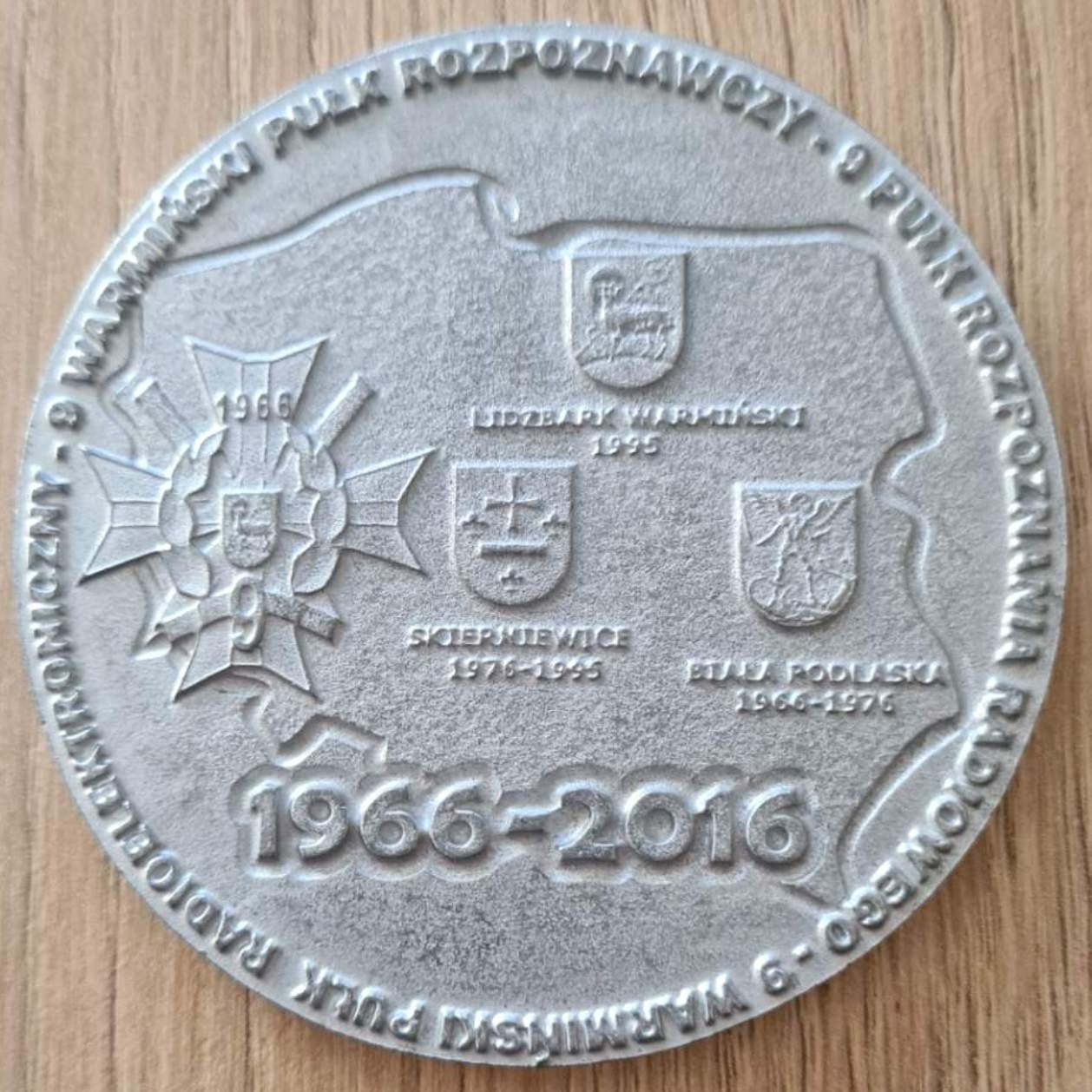
Rewers Coin pamiątkowy 50 lat powstania 9 pr
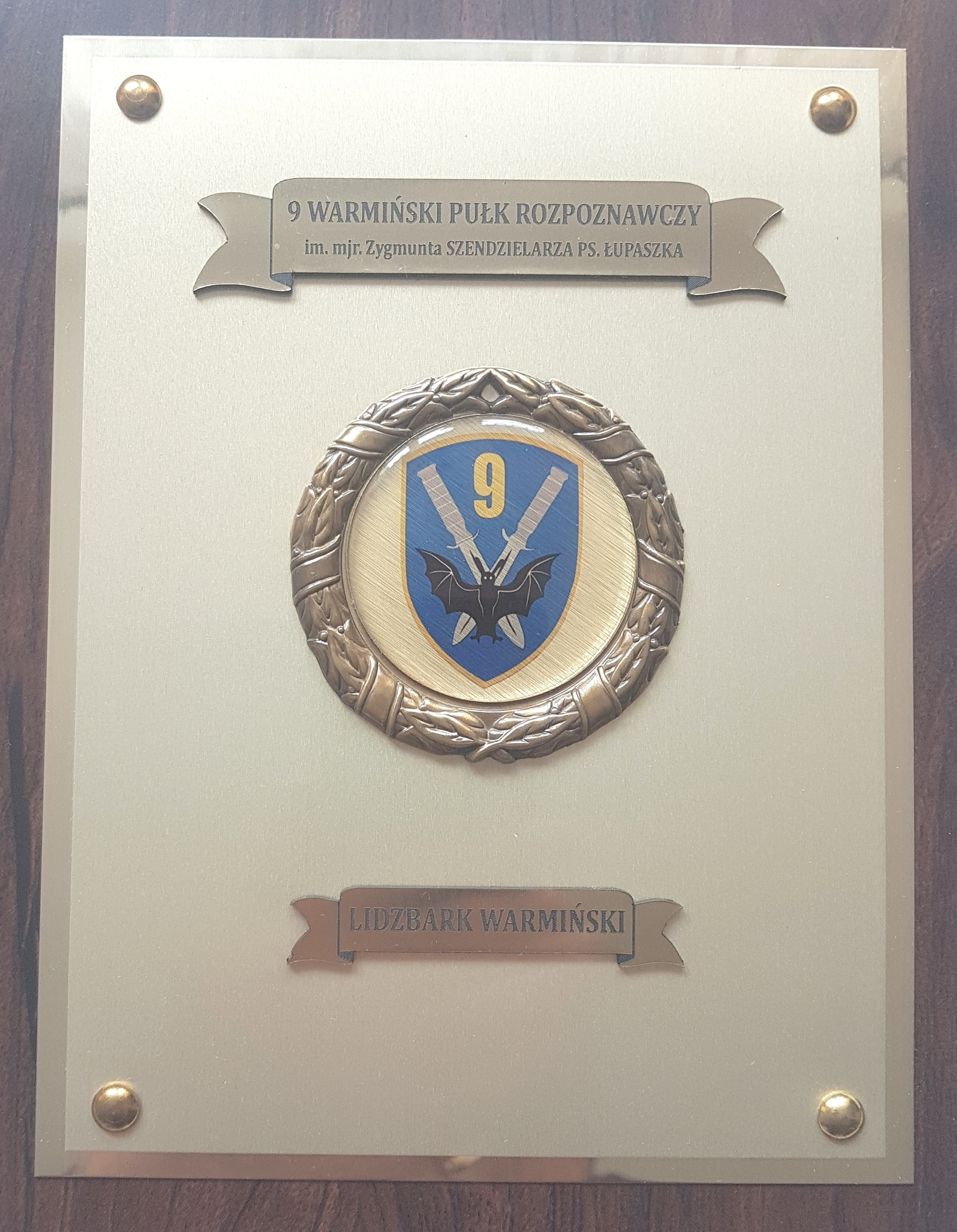
Ryngraf-Deska 50 lat powstania 9 pr

## Zadania i struktura organizacyjna (2016)
Jednostka od 2003 jest przeznaczona do wykonywania zadań rozpoznawczych w różnych rodzajach działań bojowych na obszarze kraju, żołnierze pułku biorą również udział w misjach poza granicami kraju oraz w działaniach w wypadku powstałych sytuacji kryzysowych. Pułk jest jednym z trzech pułków rozpoznawczych w Wojsku Polskim, podporządkowanym bezpośrednio Dowódcy Generalnemu Rodzajów Sił Zbrojnych poprzez szefa Zarządu Rozpoznania i Walki Elektronicznej (od 2018 do 2022 płk Marcin Frączek, od 2022 płk Mariusz Specjalski). Od 1966 była oddziałem rozpoznania radiowego, a od 1994 do 2003 jednostką radioelektroniczną. Od 2001 była przeformowywana i w 2003 została oddziałem rozpoznawczym Wojsk Lądowych Sił Zbrojnych RP. Jednostka od 1995 stacjonuje w garnizonie Lidzbark Warmiński.

### Stan na rok 1966
Struktura organizacyjna w 1966 była:
- Dowództwo, zastępcy
- sekcja polityczna
- sztab
- sekcja techniczna
- grupa analityczno-informacyjna
- kwatermistrzostwo
  - 1 batalion rozpoznania radiowego
    - kompania namierzenia radiowego
    - kompania przechwytu radiowego
    - pluton radio

  - 2 batalion rozpoznania radiowego
    - kompania namierzenia radiowego
    - kompania przechwytu radiowego
    - pluton radio

  - kompania łączności
  - pluton transportowo-gospodarczy

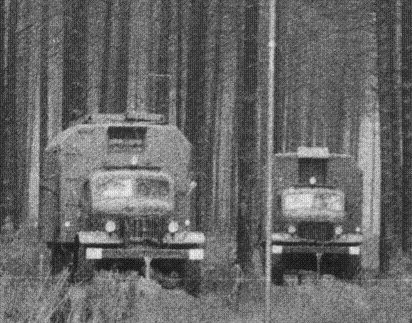
Radiostacja R-110N
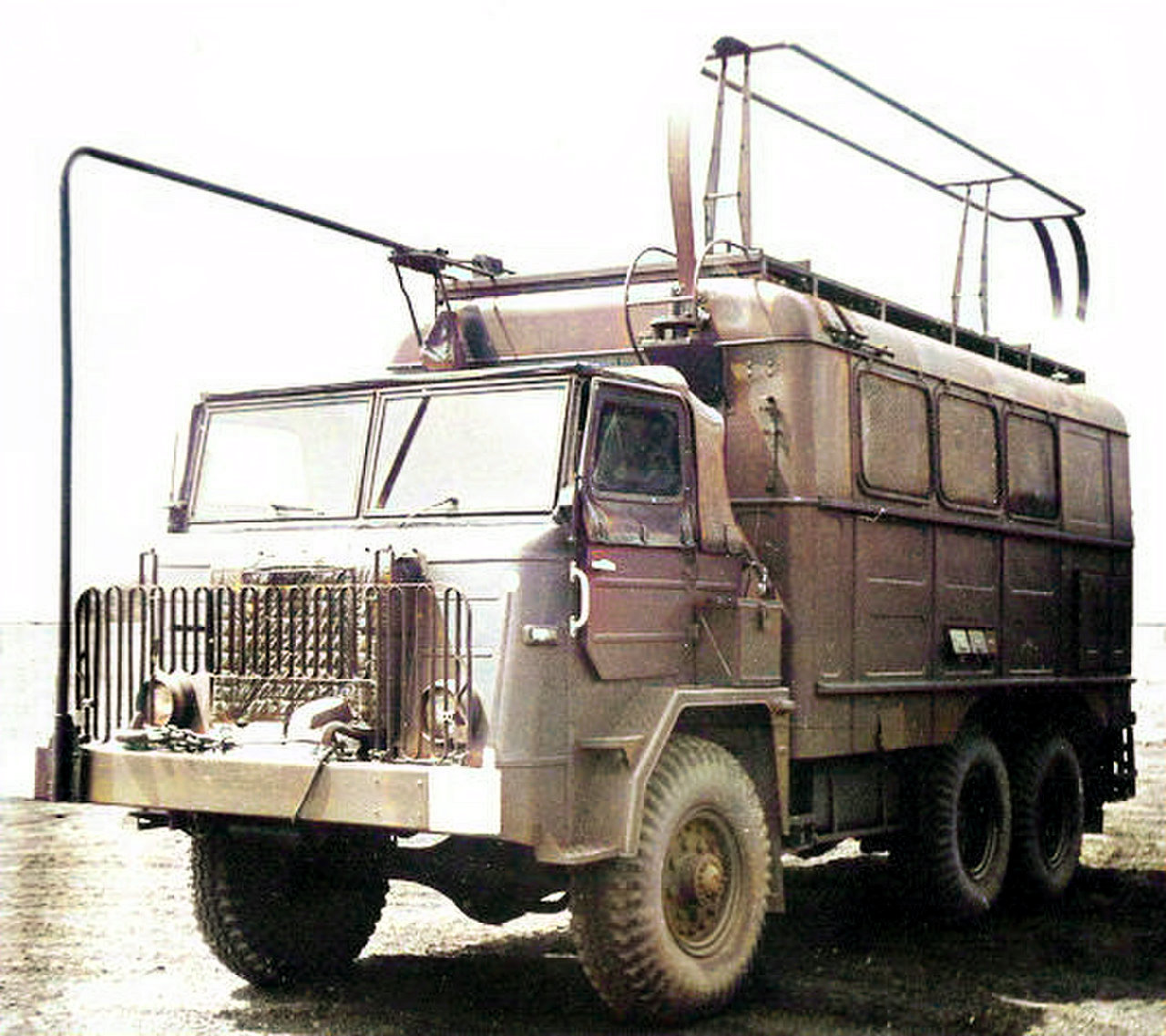
Radiostacja R-118K
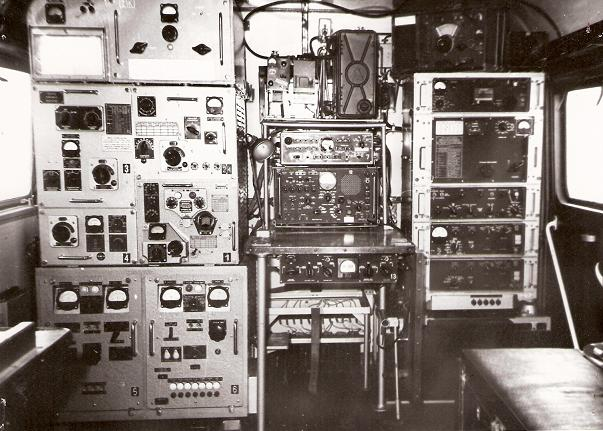
Radiostacja R-118
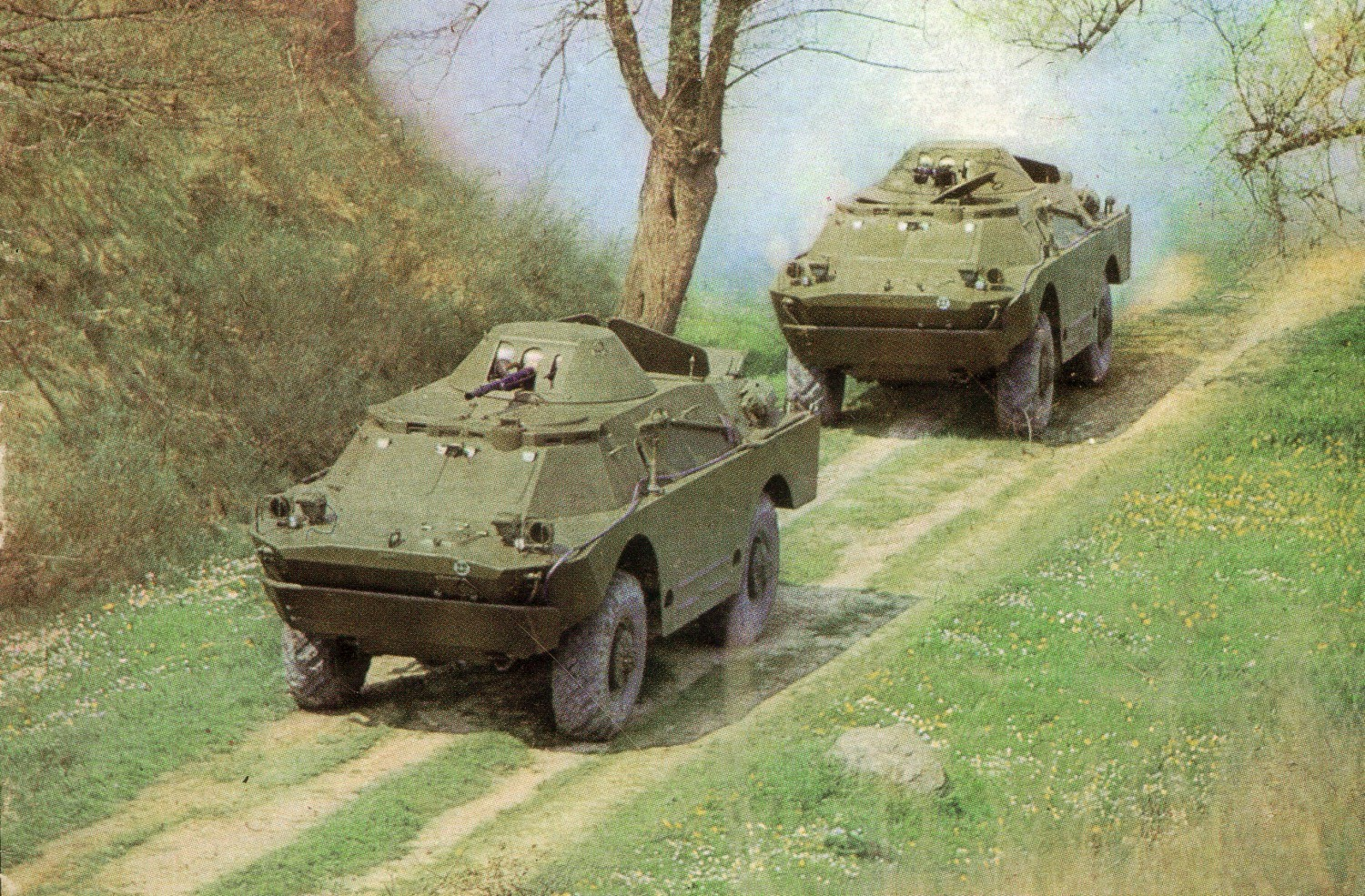
BRDM-2
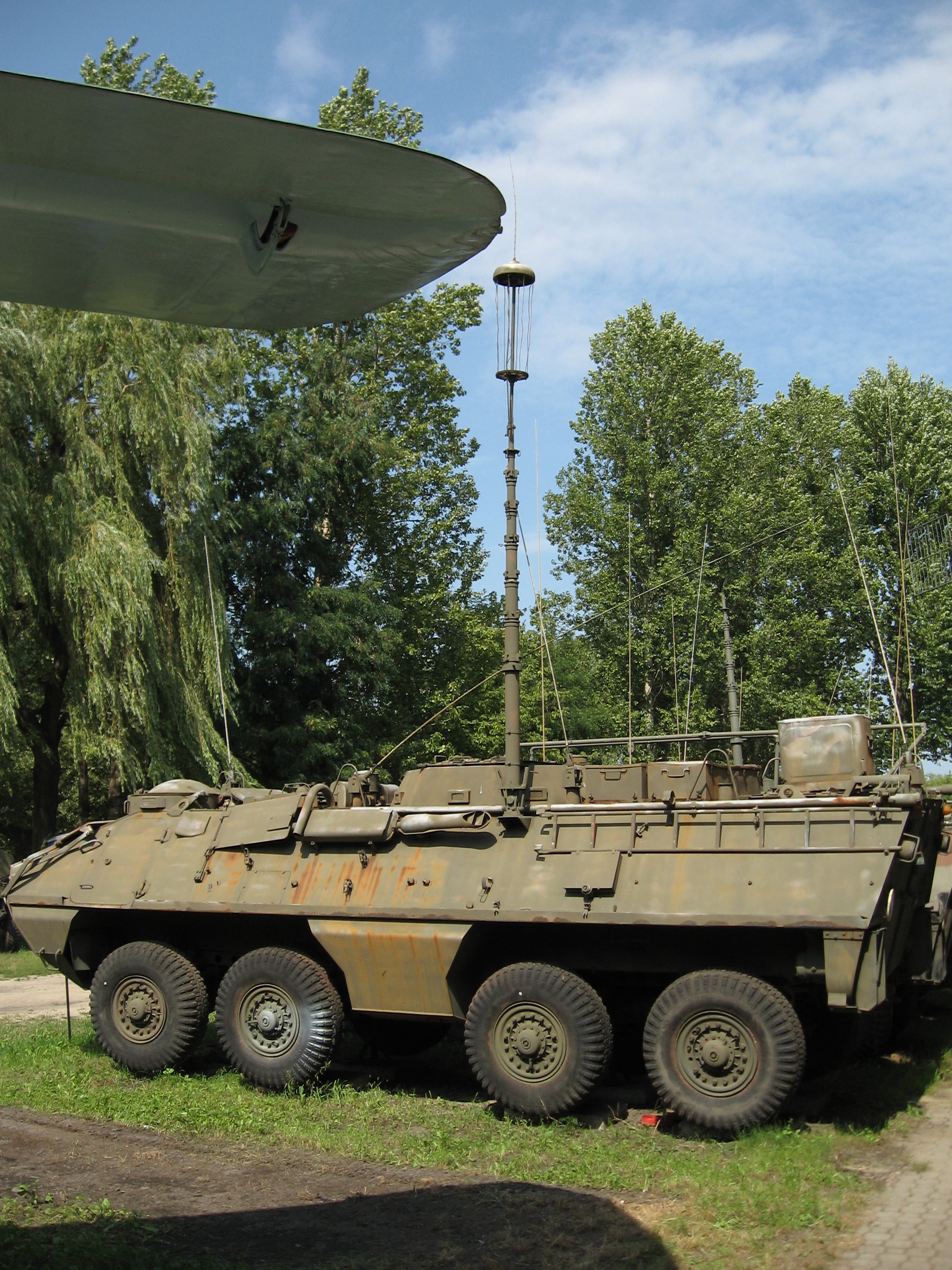
Skot-R3
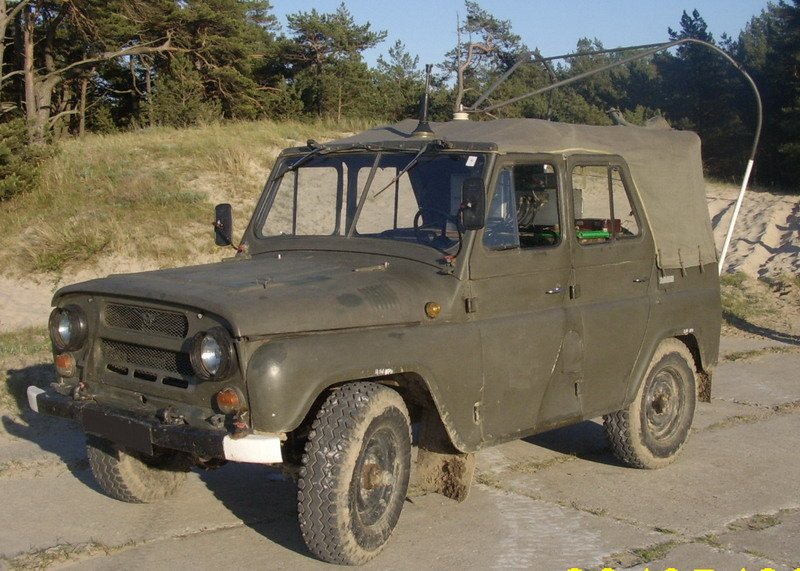
UAZ-469 z RD-115

### Stan na rok 2001
Struktura organizacyjna w 2001 była:
- Dowództwo i sztab
  - kompania dowodzenia
  - kompania logistyczna
  - kompania medyczna
  - 1 kompania dalekiego rozpoznania
  - 2 kompania dalekiego rozpoznania
  - 3 kompania dalekiego rozpoznania
  - 1 kompania rozpoznawcza
  - 2 kompania rozpoznawcza
  - 3 kompania rozpoznawcza

### Stan na rok 2016
Struktura organizacyjna w 2016 była:
- dowództwo i sztab
- sekcja personalna
- sekcja wychowawcza
- sekcja operacyjna
- sekcja logistyki[22]
- sekcja łączności
- sekcja wychowania fizycznego i sportu[23]
  - grupa kierowania rozpoznaniem ISTAR[24]
  - kompania dowodzenia
  - kompania logistyczna
  - 1 kompania dalekiego rozpoznania
  - 2 kompania dalekiego rozpoznania
  - 3 kompania dalekiego rozpoznania
  - 1 kompania rozpoznawcza
  - 2 kompania rozpoznawcza
  - 3 kompania rozpoznawcza
  - 1 grupa rozpoznania osobowego
  - 2 grupa rozpoznania osobowego
  - 3 grupa rozpoznania osobowego
  - 4 grupa rozpoznania osobowego
- grupa zabezpieczenia medycznego
- patrol rozminowania nr 11[25]

### Stan na rok 2021
Struktura organizacyjna w 2021 była:
- dowództwo i sztab
- sekcja personalna
- sekcja wychowawcza
- sekcja operacyjna
- sekcja logistyki
- sekcja łączności
- sekcja wychowania fizycznego i sportu
  - kompania dowodzenia
  - kompania logistyczna
  - 1 kompania dalekiego rozpoznania
  - 2 kompania dalekiego rozpoznania
  - 3 kompania dalekiego rozpoznania
  - 1 kompania rozpoznawcza
  - 2 kompania rozpoznawcza
  - 3 kompania rozpoznawcza
- grupa zabezpieczenia medycznego
- patrol rozminowania nr 11

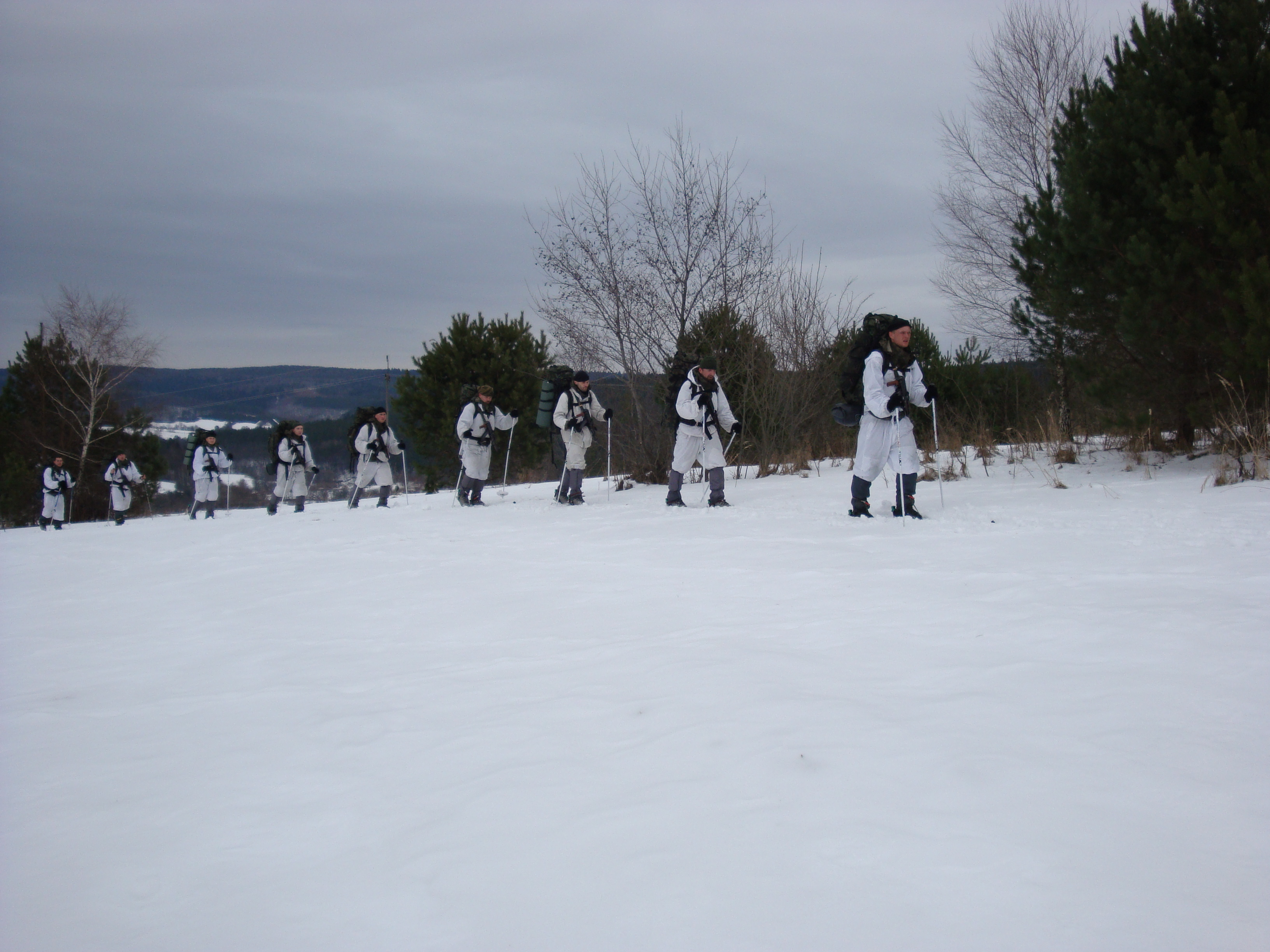
Zimowe szkolenie zwiadowców 9 pr
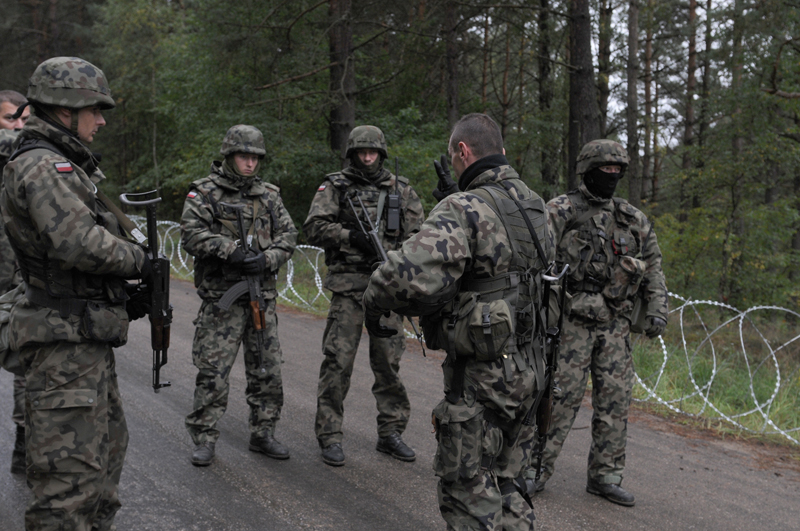
Ćwiczenie „Anakonda 2008”
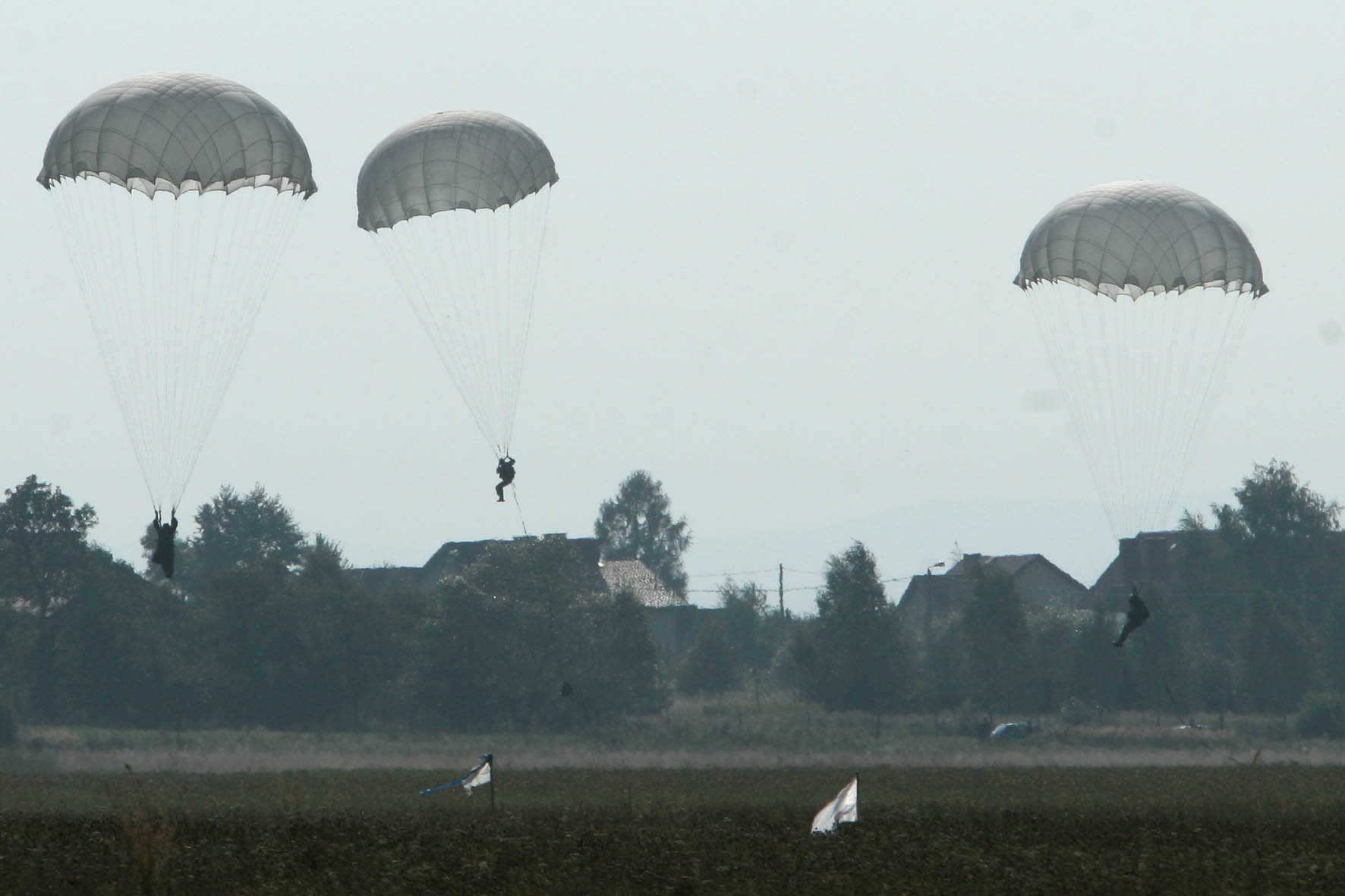
Desant zwiadu 9 pułku rozpoznania
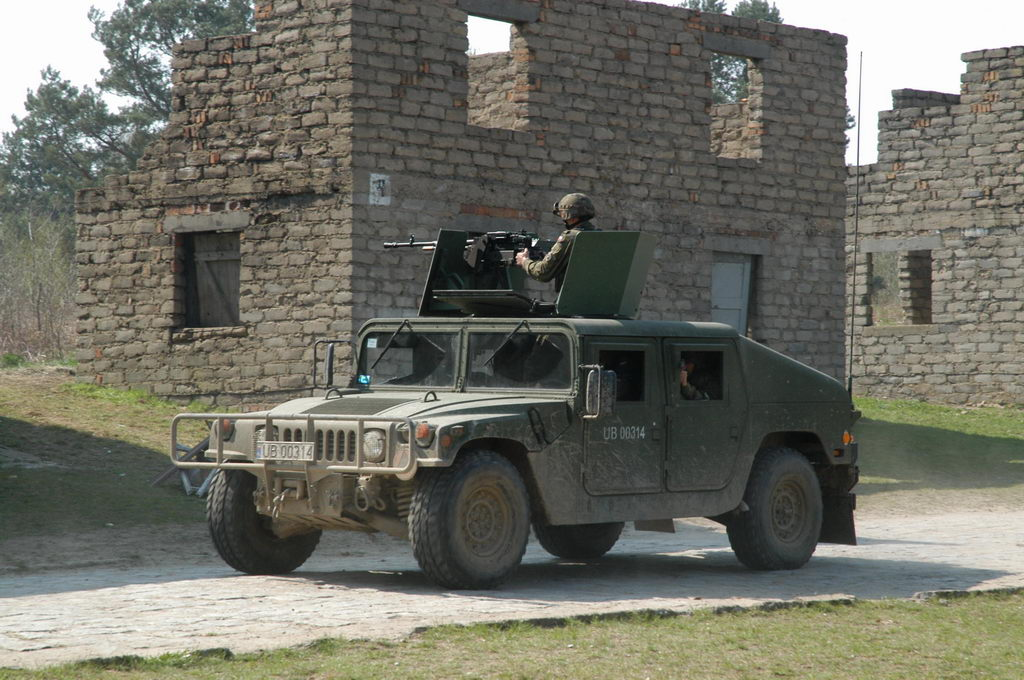
Szkolenie poligonowe zwiadowców
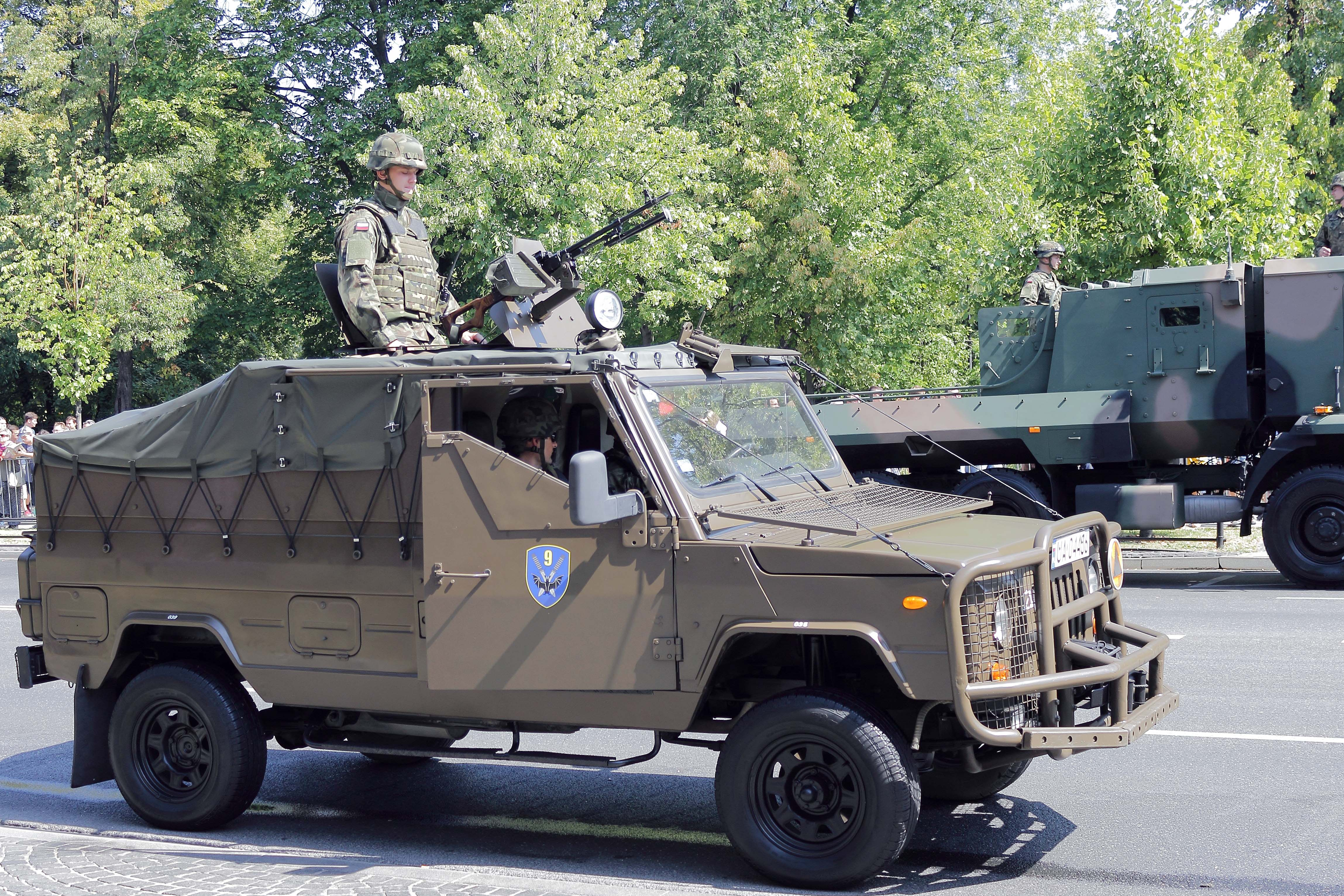
Skorpion-3 podczas defilady (2015)

## Uzbrojenie, sprzęt, wyposażenie
Pułk dysponuje między innymi wyposażeniem:

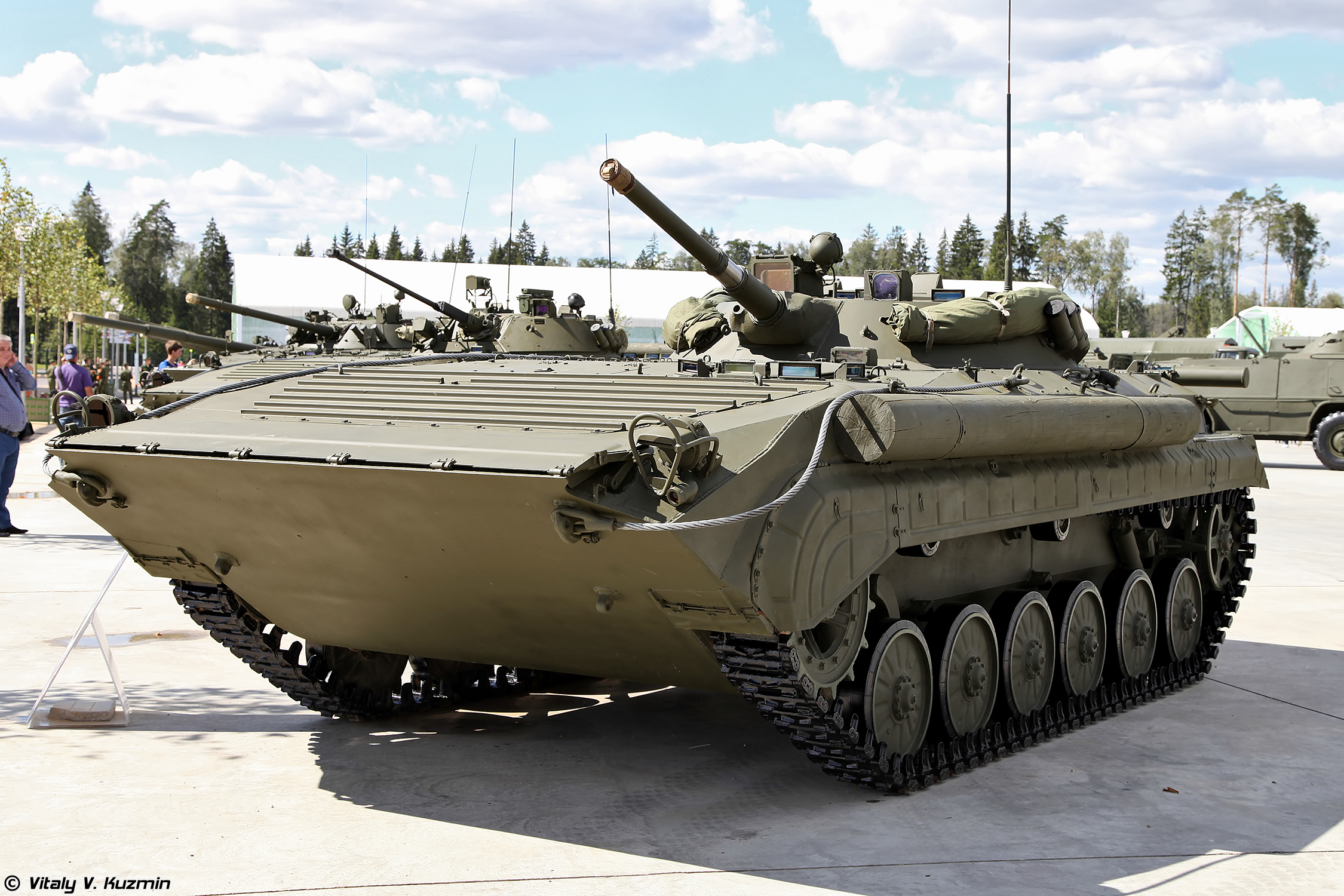
BWR-1D
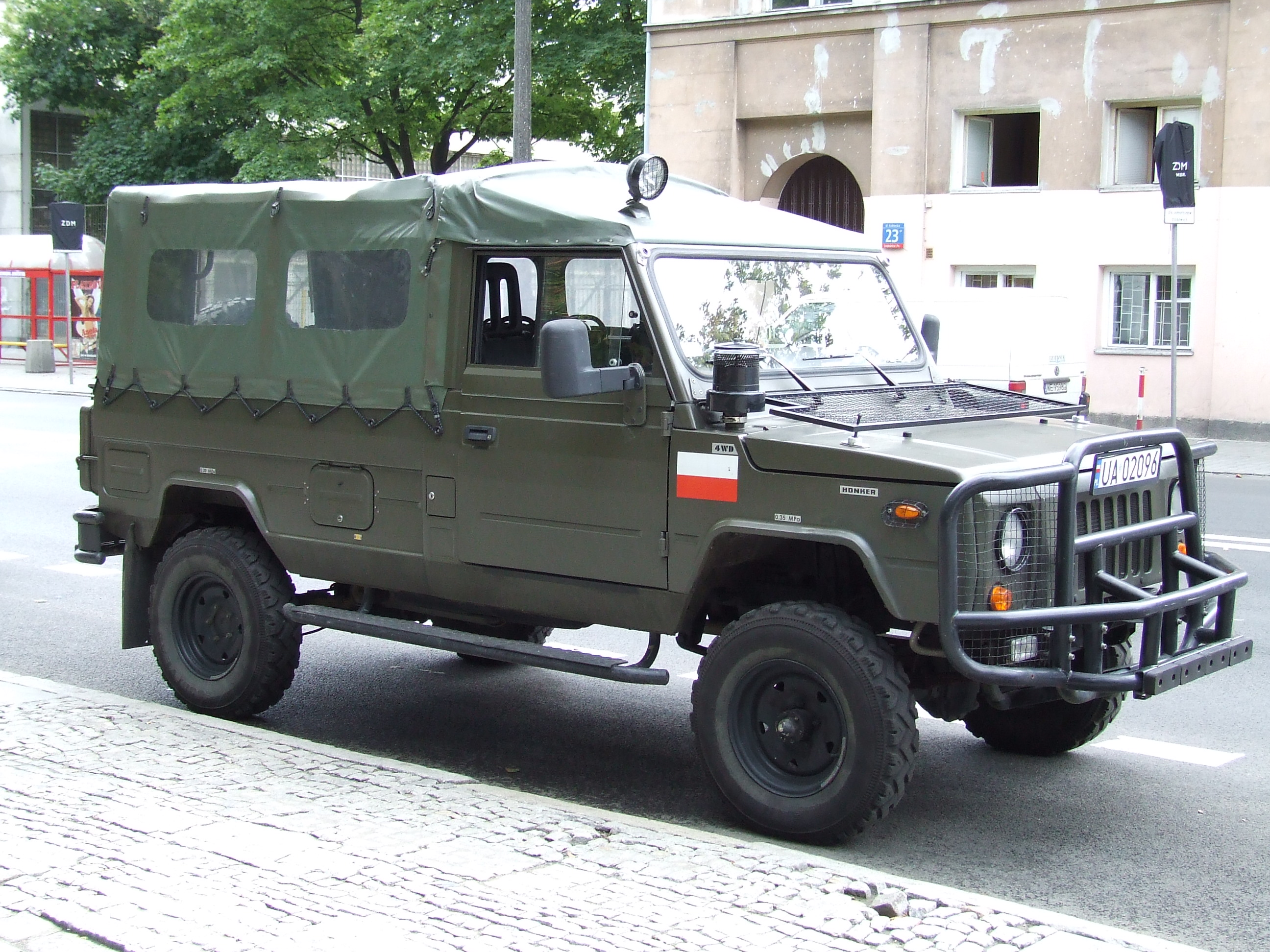
Tarpan Honker
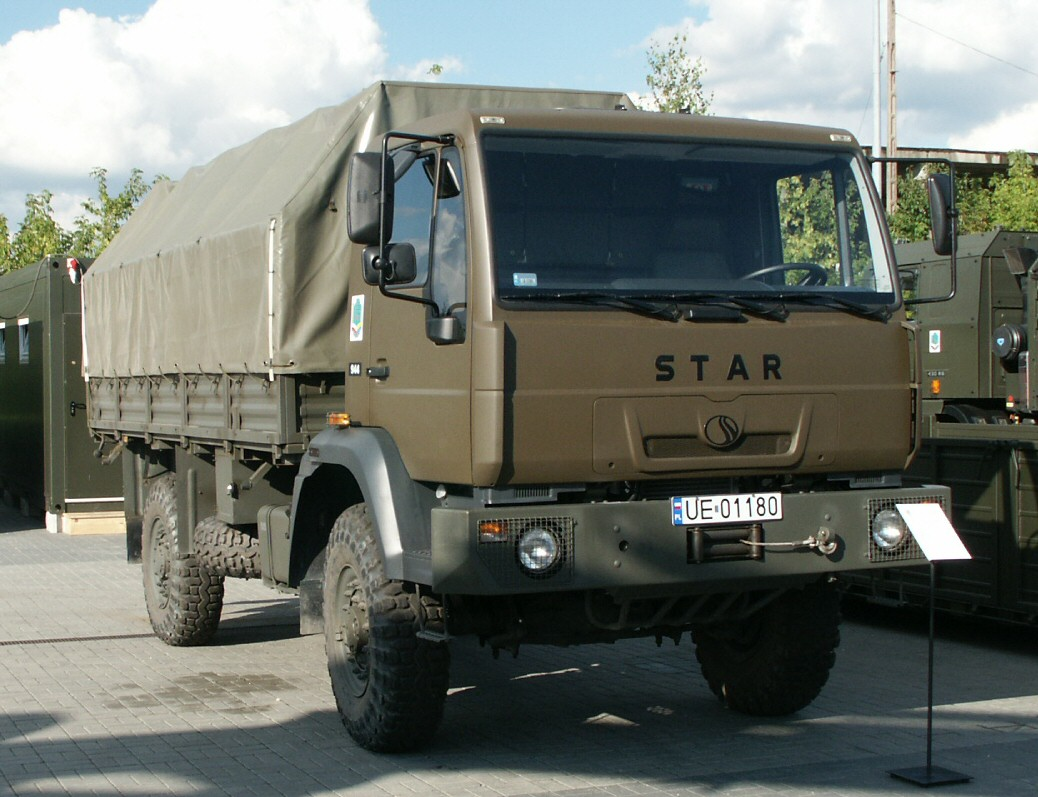
Star 944
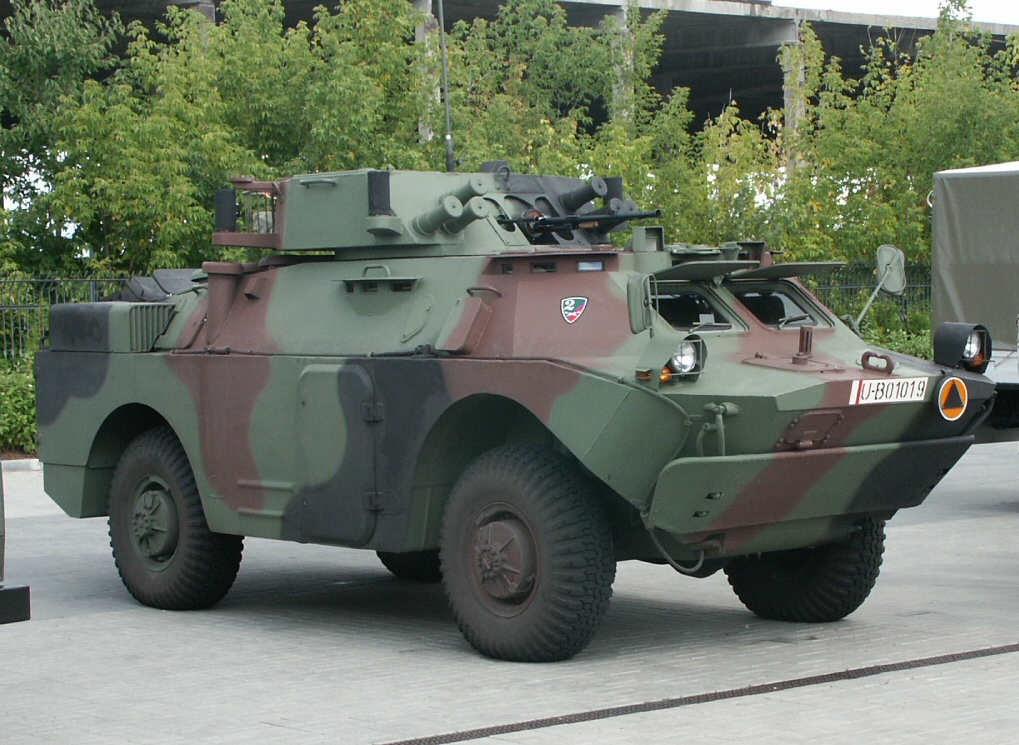
BRDM-2 M96/M97
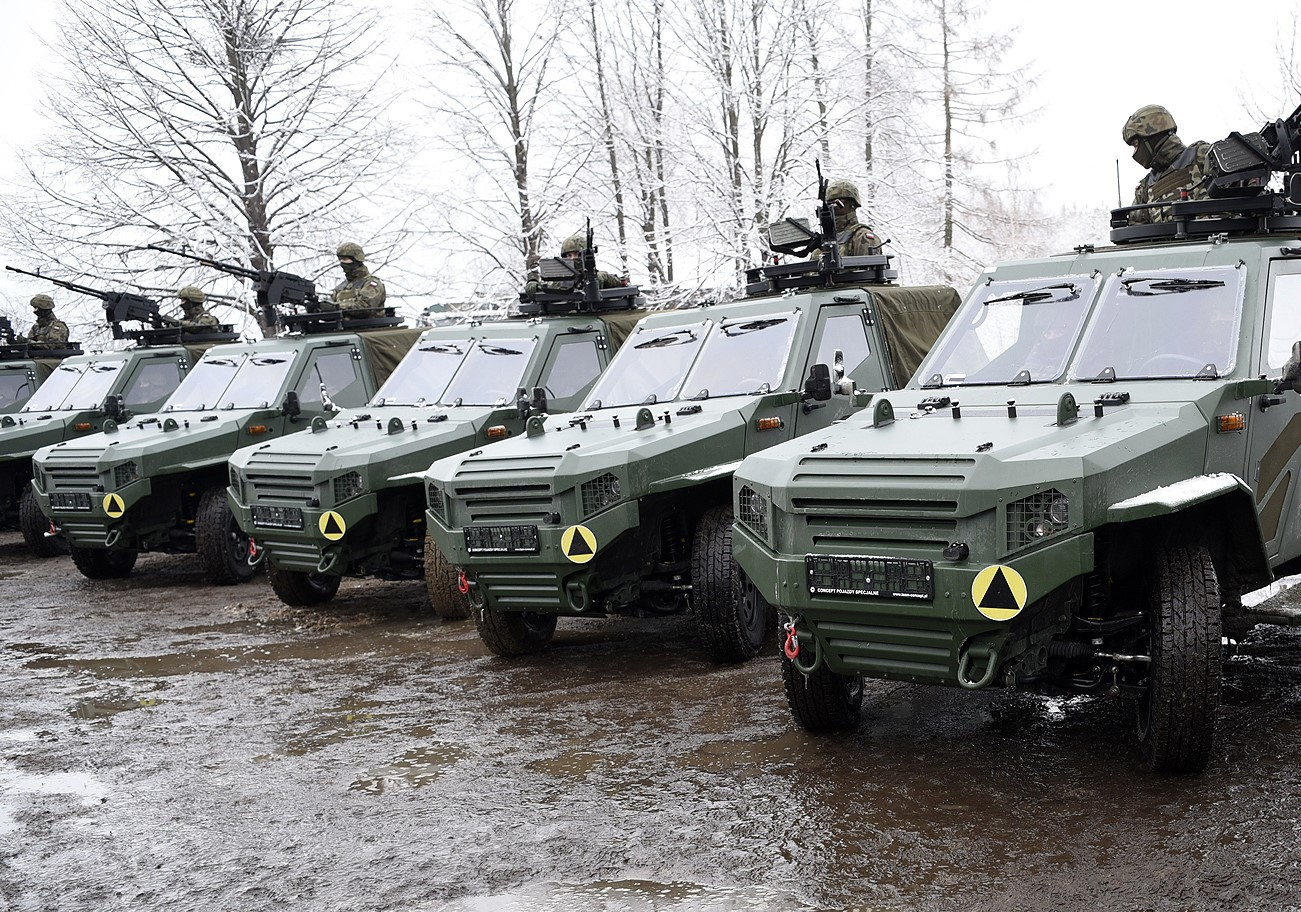
LPU Wirus 4
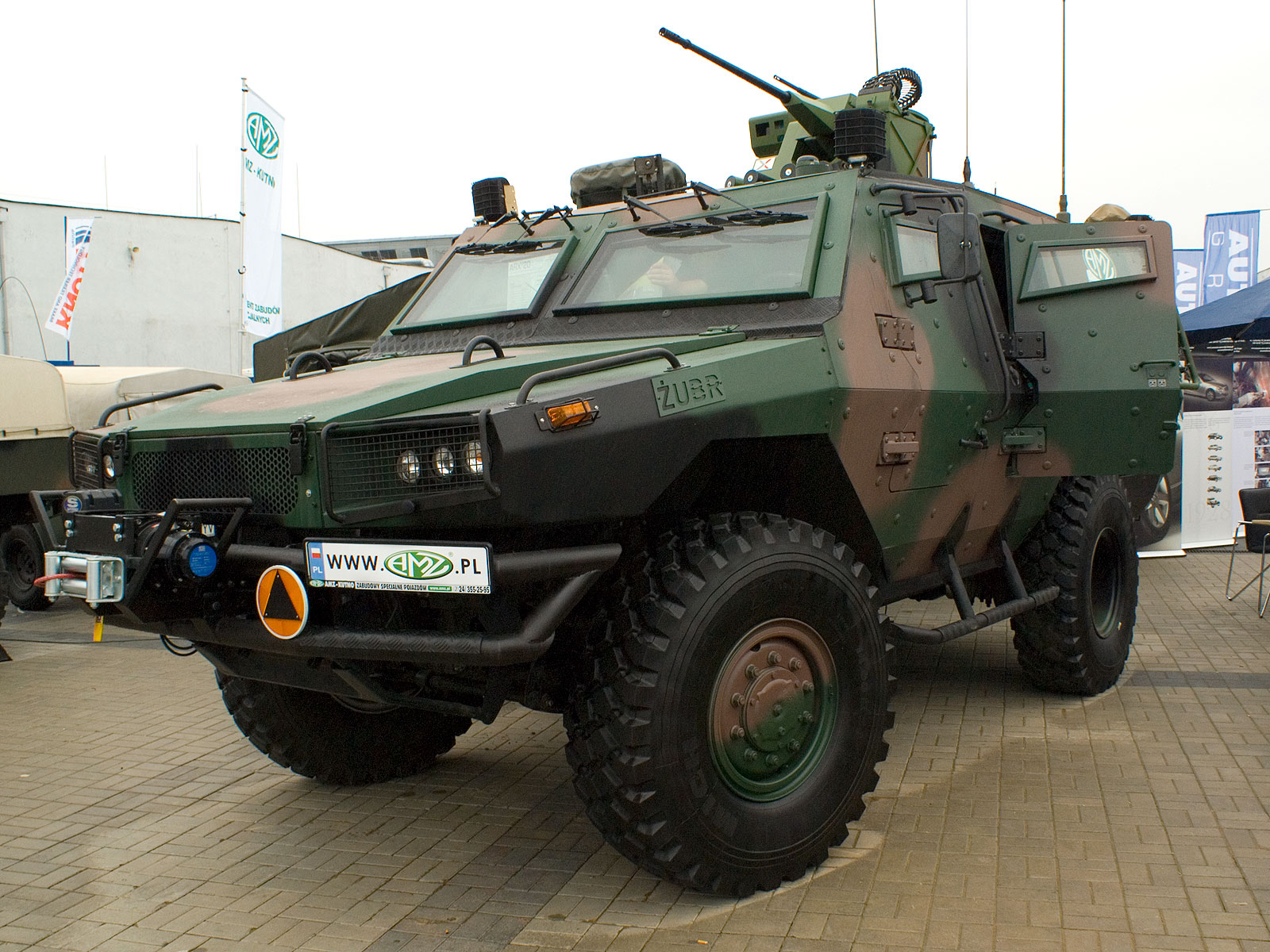
AMZ Żubr WD

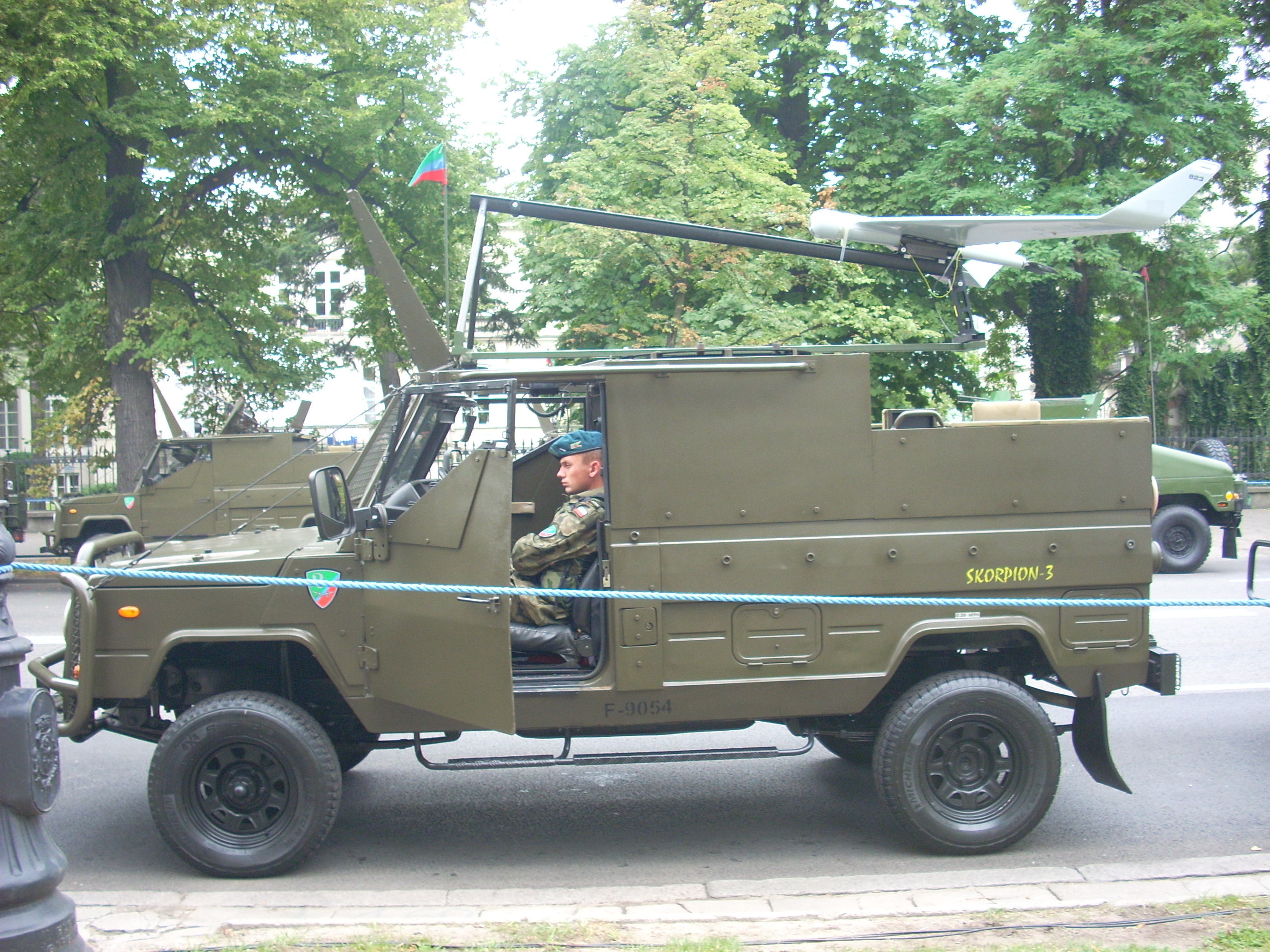
Skorpion-3 WP z UAV
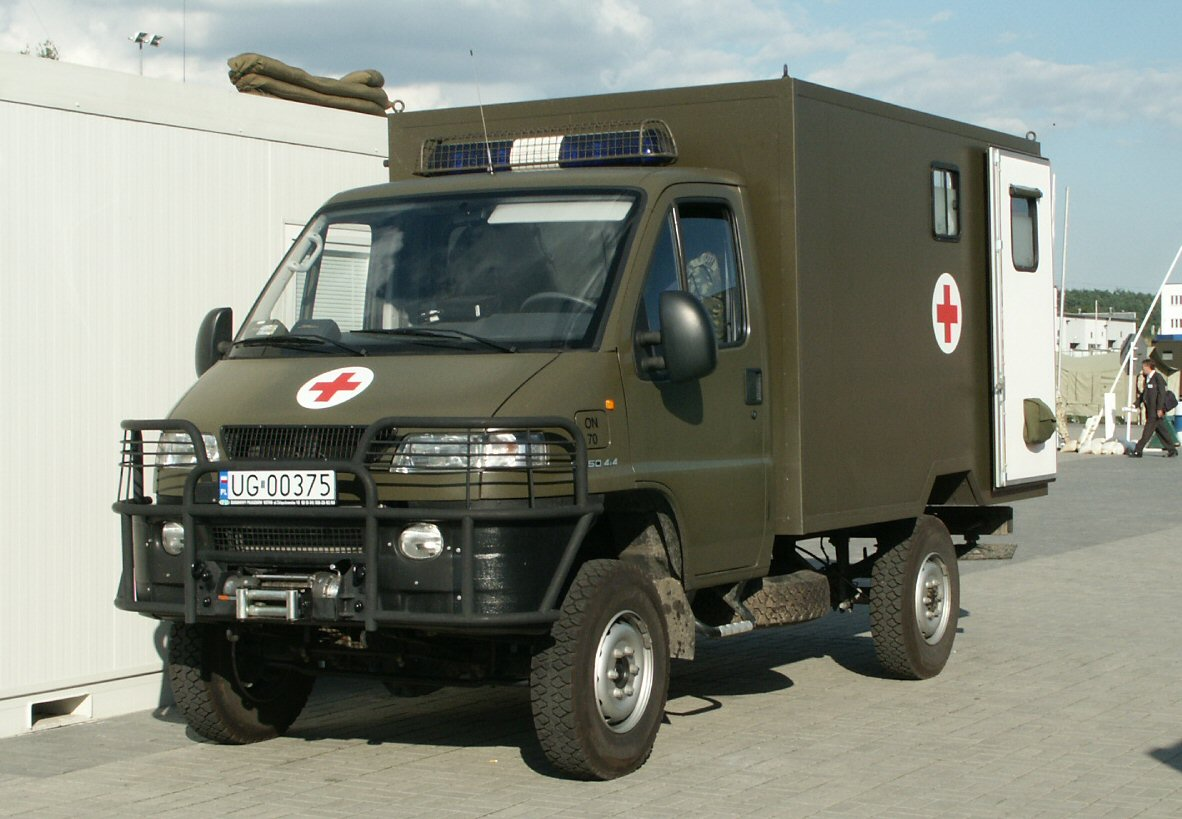
Sanitarka SCAM SM-50
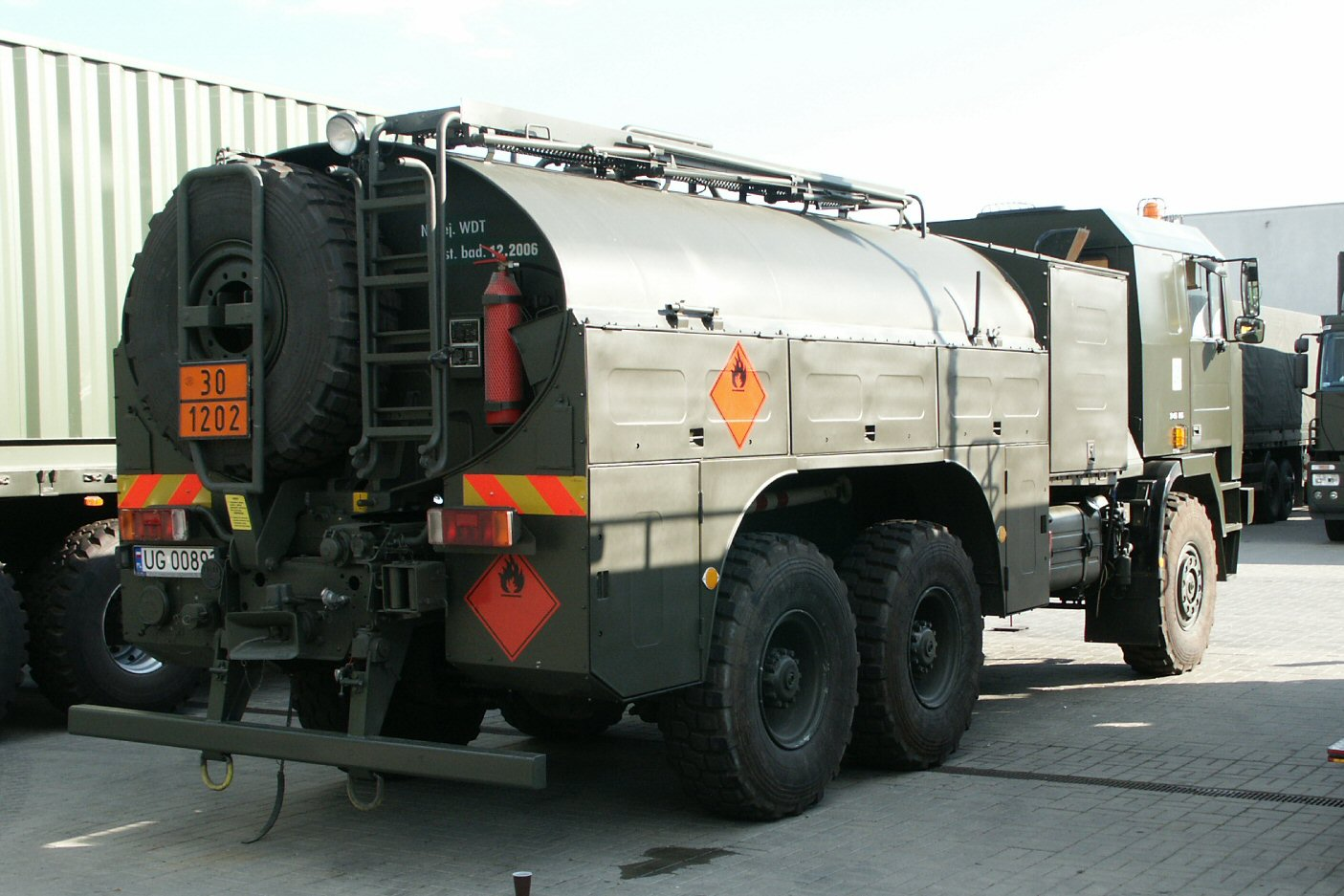
Jelcz P662D.34
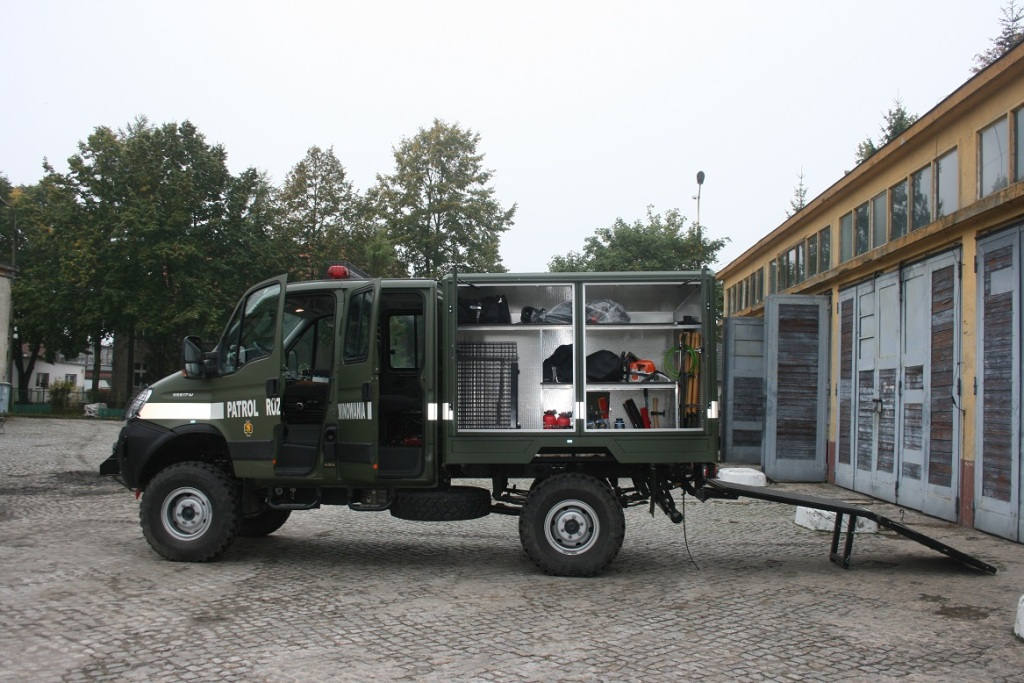
Pojazd saperski Topola-S

## Wyróżnienia
Pułk był między innymi wyróżniany:
- tytuł „Najlepszej Jednostki Rozpoznawczej Wojsk Lądowych w roku 2007” – 2007 Lidzbark Warmiński, Warszawa[34]
- uhonorowanie najwyższym wyróżnieniem przez Szefa Zarządu Rozpoznania i Walki Elektronicznej za działalność szkoleniową w roku 2009 – 2010 Warszawa[34]
- tytuł „Najlepszej Jednostki Rozpoznawczej Wojsk Lądowych w roku 2010” – 2011 Lidzbark Warmiński, Warszawa[34]
- II miejsce w międzynarodowym ćwiczeniu pododdziałów rozpoznawczych Cambrian Patrol – 2015 Wielka Brytania[d]
- Brązowy medal „Zasłużonemu Saperowi WP” oraz wyróżnienie tytułem honorowym „Zasłużony Żołnierz III RP” – 2016 Lidzbark Warmiński[e]
- Złoty medal w klasyfikacji spadochronów taktycznych podczas 48 Otwartych Mistrzostw Wojska Polskiego w Spadochroniarstwie – 2018 Poznań[f]
- Złoty i Srebrny medal drużynowo w klasyfikacji spadochronów taktycznych podczas 48 Otwartych Mistrzostw Wojska Polskiego w Spadochroniarstwie – 2018 Poznań[g]
- II miejsce w zawodach użyteczno-sportowych „Bieszczady 2021” – 2021 Bieszczady[38].
- Złoty i Brązowy medal mistrzostw Europy XPC Służb Mundurowych w Trójboju Siłowym – 2023 Siedlce[h]

## Żołnierze pułku
Dowódcy pułku
W latach od 1966 do 2023:

- ppłk Władysław Stan (1966–1972)
- ppłk Stanisław Krawczyk (1972–1976)
- ppłk dypl. Aleksander Gruszeczka (1976–1978)
- mjr dypl. Mariusz Wojtasiewicz (1978–1983)
- ppłk dypl. Tadeusz Kaczyński (1983–1990)
- płk Witold Mioduchowski (1990–1995)
- ppłk Wiesław Wojtalak (1995–1998)
- płk dypl. Mieczysław Andrzejewski (1998–2006)
- płk dypl. Edward Kłak (2006–31 VII 2010)
- cz.p.o. ppłk dypl. Witold Łukaszewski (1 VIII 2010–3 X 2010)
- płk dypl. Wiesław Marszałek (4 X 2010–31 III 2014)
- płk dypl. Tomasz Łysek (31 III 2014–28 III 2017)
- cz.p.o. ppłk Waldemar Nasierowski (28 III 2017–29 V 2017)
- płk dypl. Radosław Cyniak (29 V 2017–26 III 2020)
- płk dypl. Jarosław Niemiec (26 III 2020–31 III 2022)
- płk Dariusz Piotrowiak (31 III 2022–10 III 2024)
- cz.p.o. ppłk Wojciech Budzisz (11 III 2024-14 VII 2024)
- płk Maciej Bańkowski (15 VII 2024 - obecnie)

Oficerowie
- Adam Nogaj[k]
- Witold Łukaszewski
- Marek Rycio[l]

## Garnizony

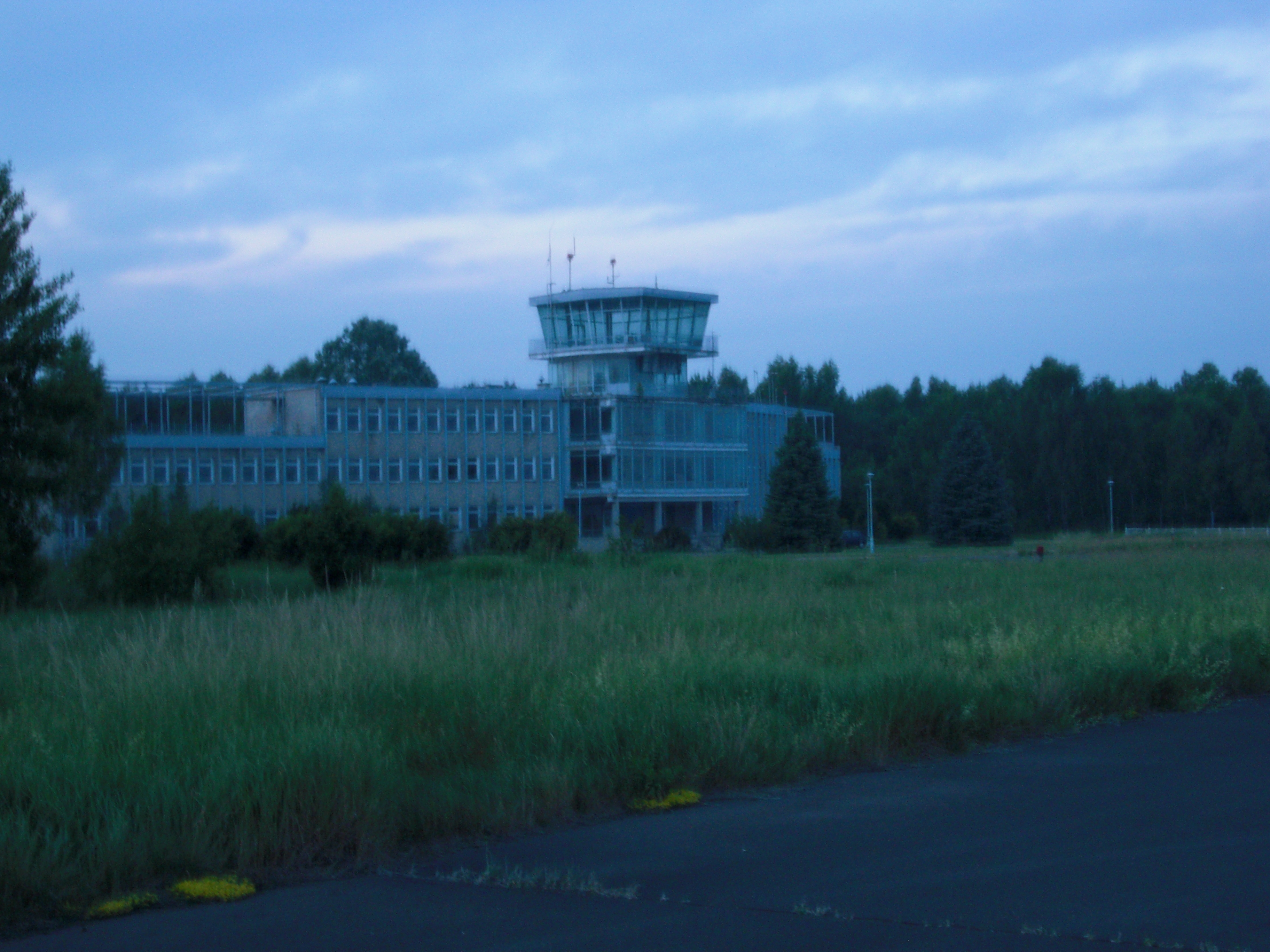
9 prr Biała Podlaska

Biała Podlaska (1966–1976) → Skierniewice → (1976–1995) → Lidzbark Warmiński → (1995–obecnie)

## Przekształcenia
9 pułk rozpoznania radiowego (1966–1995) → 9 pułk radioelektroniczny (1995) → 9 Warmiński pułk radioelektroniczny (1995–2003) → 9 Warmiński pułk rozpoznawczy (2003–obecnie)